# Список птахів Уельсу

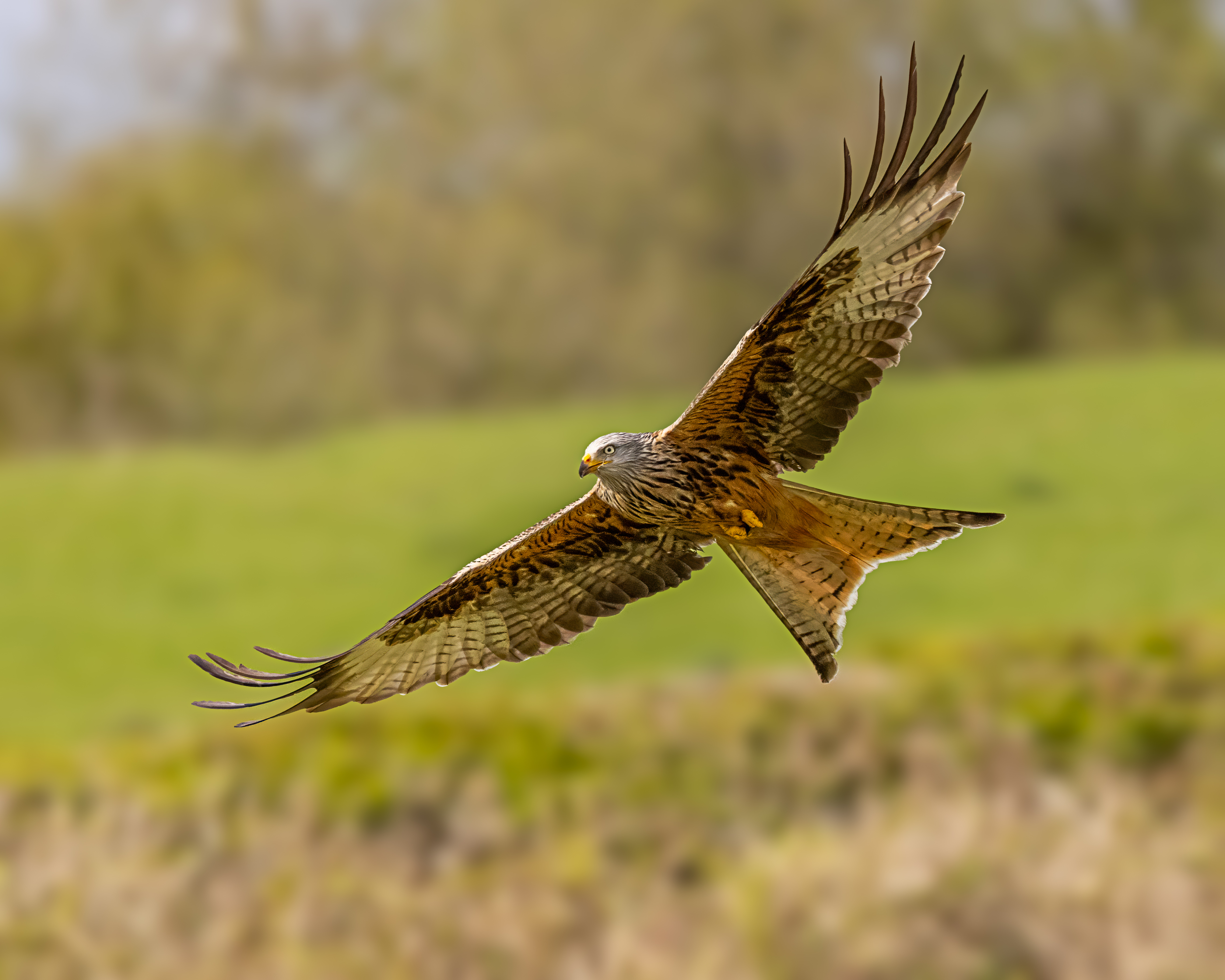
Шуліка рудий часто вважається національним птахом Уельсу.

Цей список птахів Уельсу включає всі види птахів, які були зареєстровані в дикому стані в Уельсі. Порівняно з орнітофауною Великої Британії загалом, в Уельсі менше видів, що гніздяться, але вони включають низку видів вересових пустощів, таких як тетеруки, велику кількість морських птахів (зокрема на прибережних островах, таких як Скомер, Грассхольм і Бардсі) та великі популяції кількох видів, типових для валлійських дубових лісів, включаючи горихвістку звичайну, мухоловку строкату та вівчарика жовтобрового. Серед хижих птахів є рудий шуліка, який зник в інших частинах Великої Британії, аж поки знову не був реінтродукований. Взимку навколо узбережжя трапляється багато водоплавних птахів і куликів, яких приваблюють м'які погодні умови зими. Навесні та восени можна побачити різноманітних перелітних і кочуючих птахів, особливо на мисах і островах. Три чверті британської популяції клушиці проживає в Уельсі.
Список базується на «Птахах Уельсу» (Lovegrove et al. 1994), «Птахах в Уельсі» 1992—2022 (Green 2022) і списку Уельського орнітологічного товариства (Prater & Thorpe 2006) з оновленнями щорічних звітів Welsh Records Panel. звіти. Таксономія та наукові назви відповідають офіційному списку Британської спілки орнітологів (BOU). Англійські назви — це народні назви, які використовуються в 7-му виданні списку BOU зі стандартизованими назвами з цього списку, наведеними в дужках, де вони відрізняються. Представлення родини базується на Новій енциклопедії птахів (Perrins 2004), якщо не вказано інше.
Певні категорії птахів позначаються такими тегами:
- (A) Випадковий — вид, який рідко або випадково зустрічається в Уельсі
- (I) Інтродукований — вид, інтродукований до Уельсу як наслідок, прямий чи непрямий, дій людини.

Загальна кількість видів у списку 463 та 10 інтродукованих. Щорічно розмножується близько 150 видів.

## Качки, гуси та лебеді

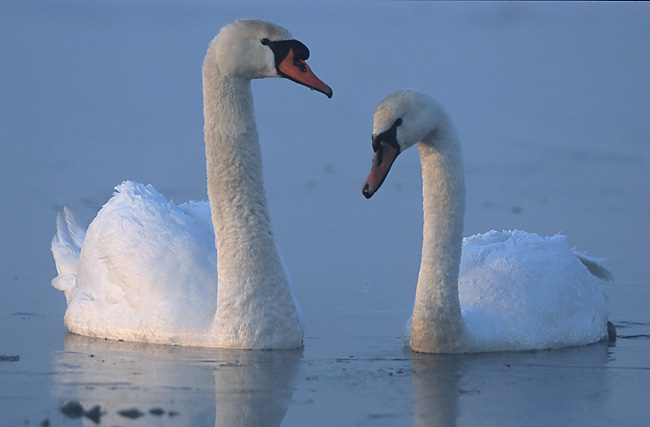
Пара лебедів-шипунів, низинних птахів

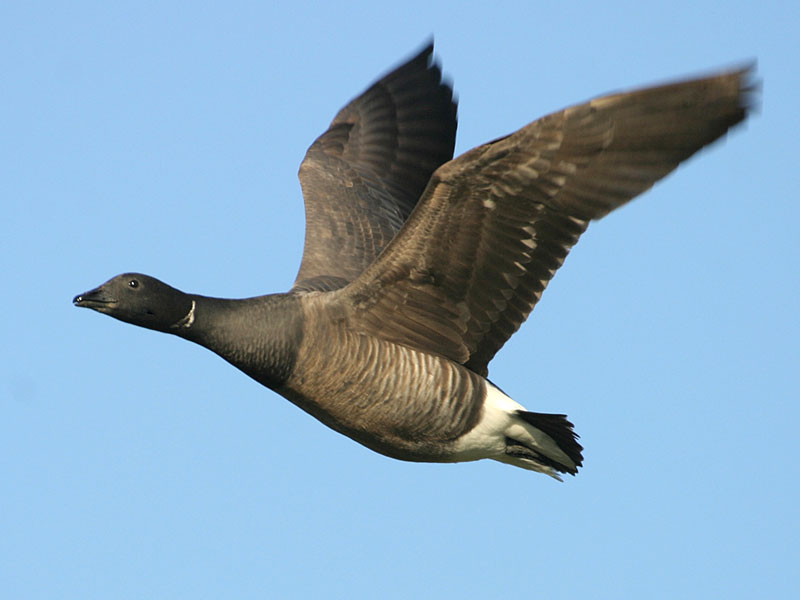
Казарка чорна B. b. bernicla, зимовий гість переважно до затоки Беррі

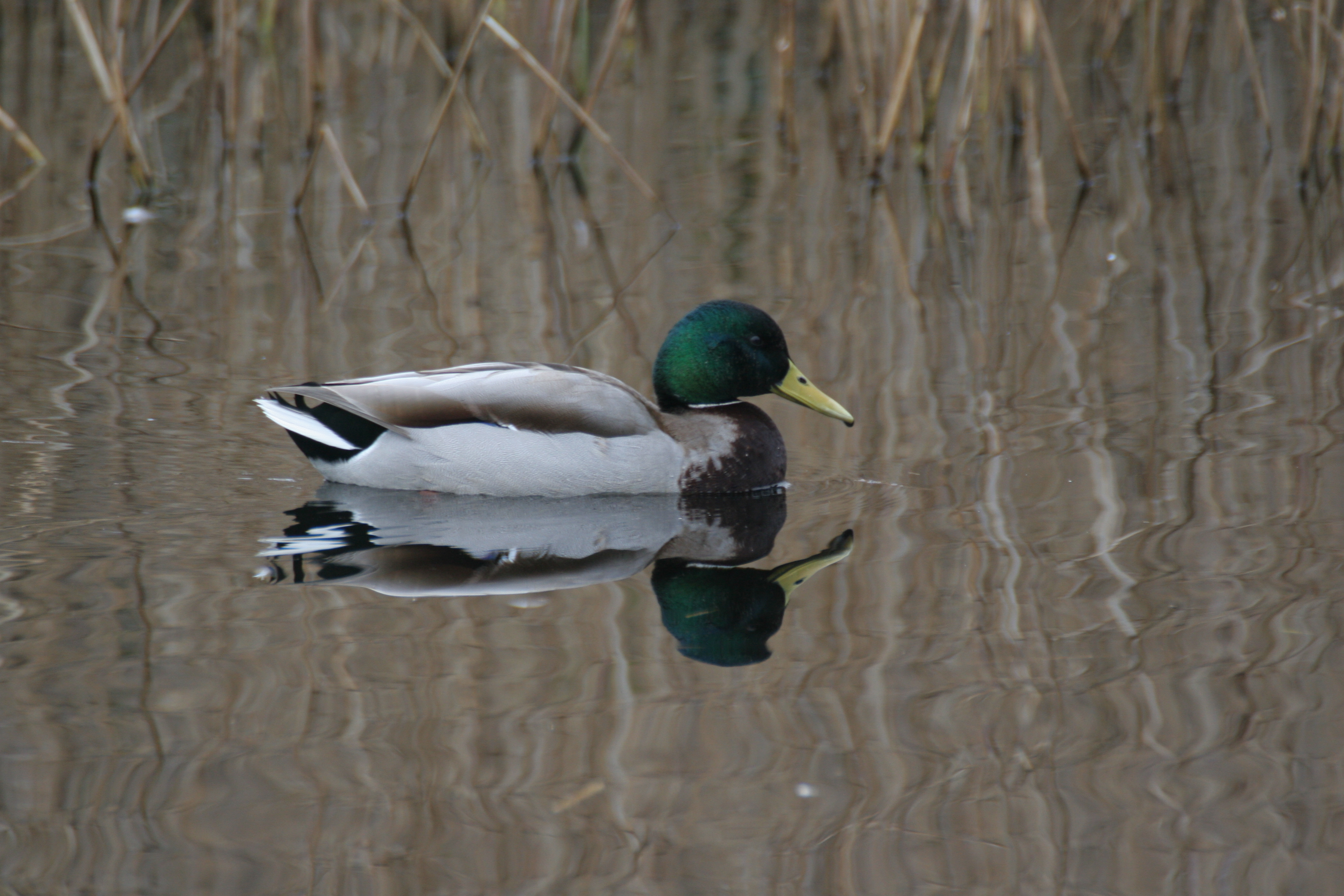
Крижень, найзвичайніша і найпоширеніша качка

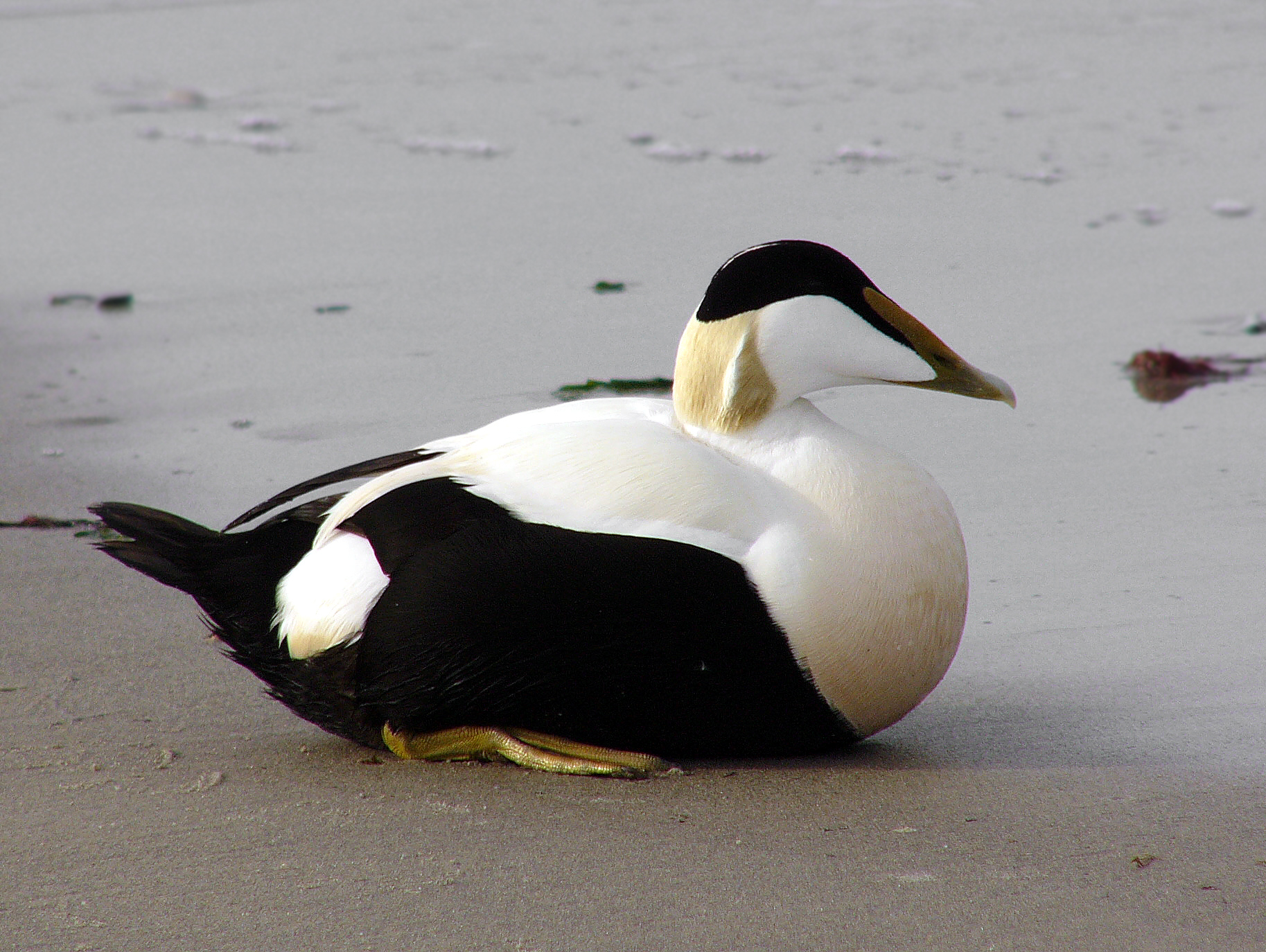
Гага, невелика чисельність зимує біля узбережжя, а гніздування вперше зафіксовано в 1997 році.

Лебеді, качки й гуси — птахи середнього та великого розміру, які пристосовані до існування у воді з перетинчастими лапами та більшою чи меншою мірою сплощеними дзьобами. У багатьох качок самець барвистий, а самка тьмяно-коричнева. Раціон складається з різноманітних тварин і рослин. Ці птахи добре представлені в Уельсі, особливо взимку, коли велика кількість прилітає з Гренландії, Скандинавії та Росії.
| Common name             | Binomial                | Status |
| ----------------------- | ----------------------- | ------ |
| Казарка чорна           | Branta bernicla         |        |
| Казарка червоновола     | Branta ruficollis       |        |
| Казарка канадська       | Branta canadensis       | I      |
| Казарка білощока        | Branta leucopsis        |        |
| Гуска сіра              | Anser anser             |        |
| Гуменник тайговий       | Anser fabalis           | (A)    |
| Гуменник короткодзьобий | Anser brachyrhynchus    |        |
| Гуменник тундровий      | Anser serrirostris      | (A)    |
| Гуска білолоба          | Anser albifrons         |        |
| Гуска мала              | Anser erythropus        | (A)    |
| Лебідь-шипун            | Cygnus olor             |        |
| Лебідь чорнодзьобий     | Cygnus columbianus      |        |
| Лебідь-кликун           | Cygnus cygnus           |        |
| Каргарка нільська       | Alopochen aegyptiacus   | I      |
| Галагаз євразійський    | Tadorna tadorna         |        |
| Огар рудий              | Tadorna ferruginea      | (A)    |
| Мандаринка              | Aix galericulata        | I      |
| Чирянка велика          | Spatula querquedula     |        |
| Чирянка блакитнокрила   | Spatula discors         | (A)    |
| Широконіска північна    | Spatula clypeata        |        |
| Нерозень                | Mareca strepera         |        |
| Качка далекосхідна      | Mareca falcata          |        |
| Свищ євразійський       | Anas penelope           |        |
| Свищ американський      | Mareca americana        | (A)    |
| Крижень                 | Anas platyrhynchos      |        |
| Крижень американський   | Anas rubripes           | (A)    |
| Шилохвіст північний     | Anas acuta              |        |
| Чирянка мала            | Anas crecca             |        |
| Чирянка американська    | Anas carolinensis       | (A)    |
| Чернь червонодзьоба     | Netta rufina            | I      |
| Попелюх звичайний       | Aythya ferina           |        |
| Чернь білоока           | Aythya nyroca           | (A)    |
| Чернь канадська         | Aythya collaris         | (A)    |
| Чернь чубата            | Aythya fuligula         |        |
| Чернь морська           | Aythya marila           |        |
| Чернь американська      | Aythya affinis          | (A)    |
| Пухівка горбатодзьоба   | Somateria spectabilis   | (A)    |
| Пухівка                 | Somateria mollissima    |        |
|                         | Melanitta perspicillata | (A)    |
| Турпан білокрилий       | Melanitta fusca         |        |
| Синьга                  | Melanitta nigra         |        |
| Синьга американська     | Melanitta americana     | (A)    |
| Морянка                 | Clangula hyemalis       |        |
| Гоголь зеленоголовий    | Bucephala clangula      |        |
| Крех малий              | Mergellus albellus      |        |
| Крех жовтоокий          | Lophodytes cucullatus   | (A)    |
| Крех великий            | Mergus merganser        |        |
| Крех середній           | Mergus serrator         |        |
|                         | Oxyura jamaicensis      | I      |

## Фазани та орябки
Загін: Galliformes    Родина: Phasianidae
Це наземні види, що живляться і гніздяться на землі. Вони різного розміру, але зазвичай пухкі, з широкими та відносно короткими крилами.
| Звичайне ім'я        | Біном               | Статус |
| -------------------- | ------------------- | ------ |
| Куріпка біла         | Лагопус lagopus     |        |
| Тетерук євразійський | Lyrurus tetrix      |        |
| Куріпка сір          | Perdix perdix       |        |
| Фазан                | Phasianus colchicus | я      |
| Перепілка            | Coturnix coturnix   |        |
| Кеклик червононогий  | Alectorix rufa      |        |

## Дрімлюгові
Ряд: Caprimulgiformes    Родина: Caprimulgidae
Дрімлюгові — нічні птахи середнього розміру, які зазвичай гніздяться на землі. У них довгі крила, короткі ноги і дуже короткі дзьоби. Їхнє м'яке оперення має загадковий колір, нагадуючи кору чи листя.
| Звичайне ім'я      | Біном           | Статус |
| ------------------ | --------------- | ------ |
| Віреон червоноокий | Vireo olivaceus | (А)    |

## Серпокрильці
Ряд: Apodiformes    Родина: Apodidae
Серпокрильцеві — маленькі птахи, які більшу частину свого життя проводять у польоті. Ці птахи мають дуже короткі ноги і ніколи не сідають добровільно на землю, сідаючи замість цього лише на вертикальні поверхні.
| Звичайне ім'я            | Біном             | Статус |
| ------------------------ | ----------------- | ------ |
| Голкохвіст східний       | Chaetura pelagica | (A)    |
| Серпокрилець білочеревий | Apus melba        | (А)    |
| Серпокрилець чорний      | Apus apus         |        |
| Серпокрилець блідий      | Apus pallidus     | (А)    |
| Серпокрилець малий       | Apus affinis      | (А)    |

## Дрохви
Ряд: Otidiformes    Родина: Otididae
Великі, міцні птахи відкритих рівнин з довгими ногами, шиєю та сильними ногами.
| Звичайне ім'я      | Біном      | Статус |
| ------------------ | ---------- | ------ |
| Дрохва євразійська | Otis tarda | (А)    |
| Хохітва            |            | (А)    |

## Зозулі
Ряд: Cuculiformes    Родина: Cuculidae
Птахи різного розміру з тонким тілом і довгим хвостом. Деякі види зозуль характеризуються тим, що підкидають свої яйця в гнізда інших птахів.
| Звичайне ім'я   | Біном               | Статус |
| --------------- | ------------------- | ------ |
| Зозуля чубата   | Clamator glandarius | (А)    |
|                 | Coccyzus americanus | (А)    |
| Зозуля звичайна | Cuculus canorus     |        |

## Рябкові
Ряд: Pterocliformes    Родина: Pteroclidae
Птахи середнього розміру з маленькою головою і довгими загостреними крилами.
| Звичайне ім'я  | Біном                | Статус |
| -------------- | -------------------- | ------ |
| Саджа звичайна | Syrrhaptes paradoxus | (А)    |

## Голуби і горлиці

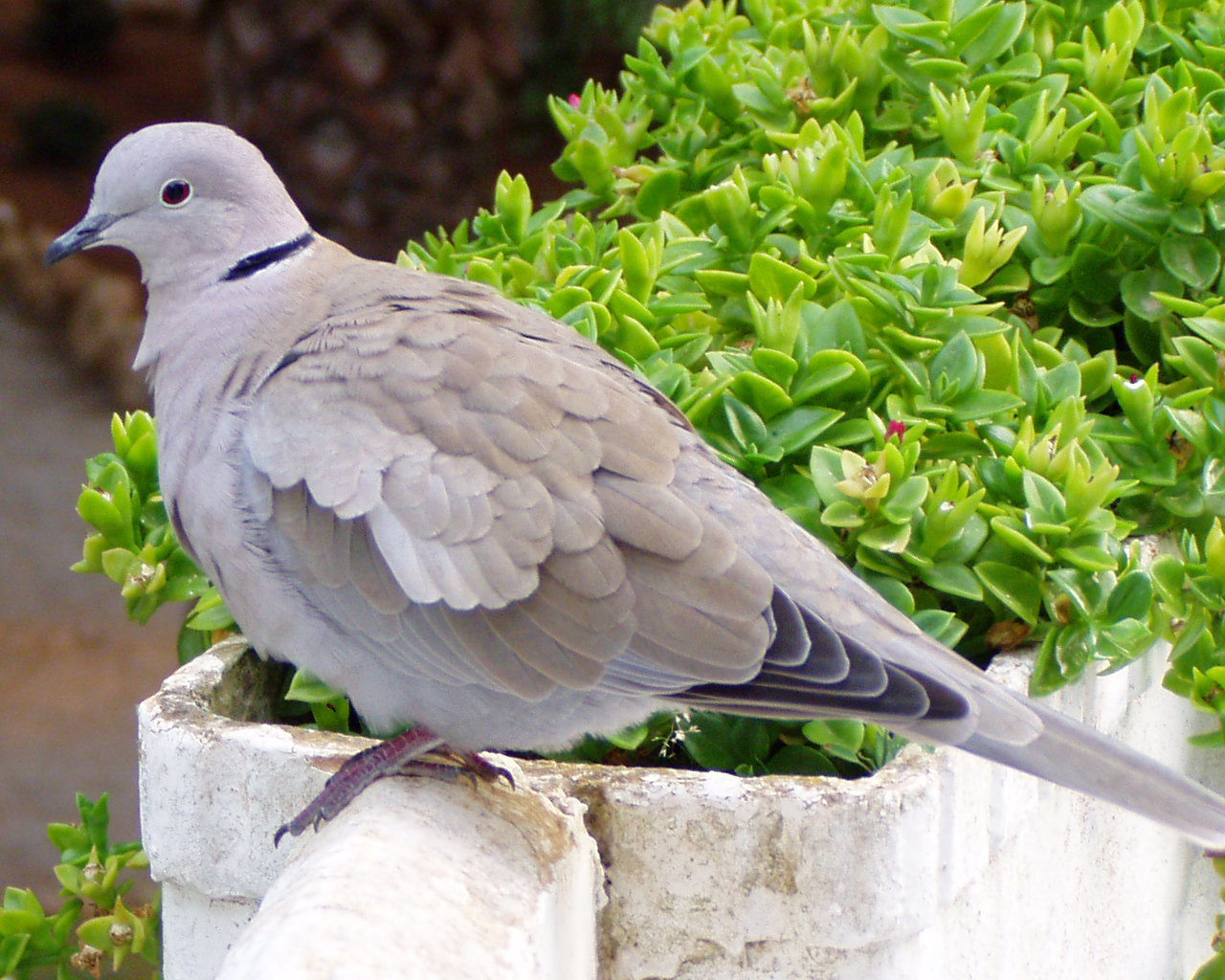
Горлиця садова, вперше зареєстрована у 1959 році, нині звичайний мешканець.

Ряд: Колумбоподібні   Родина: Columbidae
Голуби та горлиці — це птахи з короткою шиєю та короткими тонкими дзьобами з м'ясистим дзьобом.
| Звичайне ім'я    | Біном                 | Статус |
| ---------------- | --------------------- | ------ |
| Голуб сизий      | Колумба лівія         |        |
| Голуб-синяк      | Columba oenas         |        |
| Припутень        | Columba palumbus      |        |
| Горлиця звичайна | Streptopelia turtur   |        |
| Горлиця садова   | Streptopelia decaocto |        |

## Пастушкові
Ряд: Жукоподібні    Родина: Rallidae
Ці птахи живуть у густій рослинності поблизу озер, боліт або річок. Багато птахів є сором'язливими та потайливими, тому за ними важко спостерігати. Більшість видів мають міцні ноги та довгі пальці, які добре пристосовані до м'яких нерівних поверхонь.
| Звичайне ім'я        | Біном               | Статус |
| -------------------- | ------------------- | ------ |
| Пастушок водяний     | Rallus aquaticus    |        |
| Деркач лучний        | Crex crex           | (А)    |
| Погонич каролінський |                     | (А)    |
| Погонич звичайний    |                     | (А)    |
| Курочка водяна       | Gallinula chloropus |        |
| Лиска звичайна       | Fulica atra         |        |
| Погонич-крихітка     | Porzana pusilla     | (А)    |
| Маленький крак       | Porzana parva       | (А)    |

## Журавлі
Ряд: Жукоподібні    Родина: Gruidae
Журавлі — великі, довгоногі та довгошиї птахи. На відміну від схожих на вигляд, але не споріднених чапель, журавлі летять з витягнутою шиєю. Більшість із них мають складні та галасливі залицяння.
| Звичайне ім'я  | Біном     | Статус |
| -------------- | --------- | ------ |
| Журавель сірий | Grus grus |        |

## Пірникози

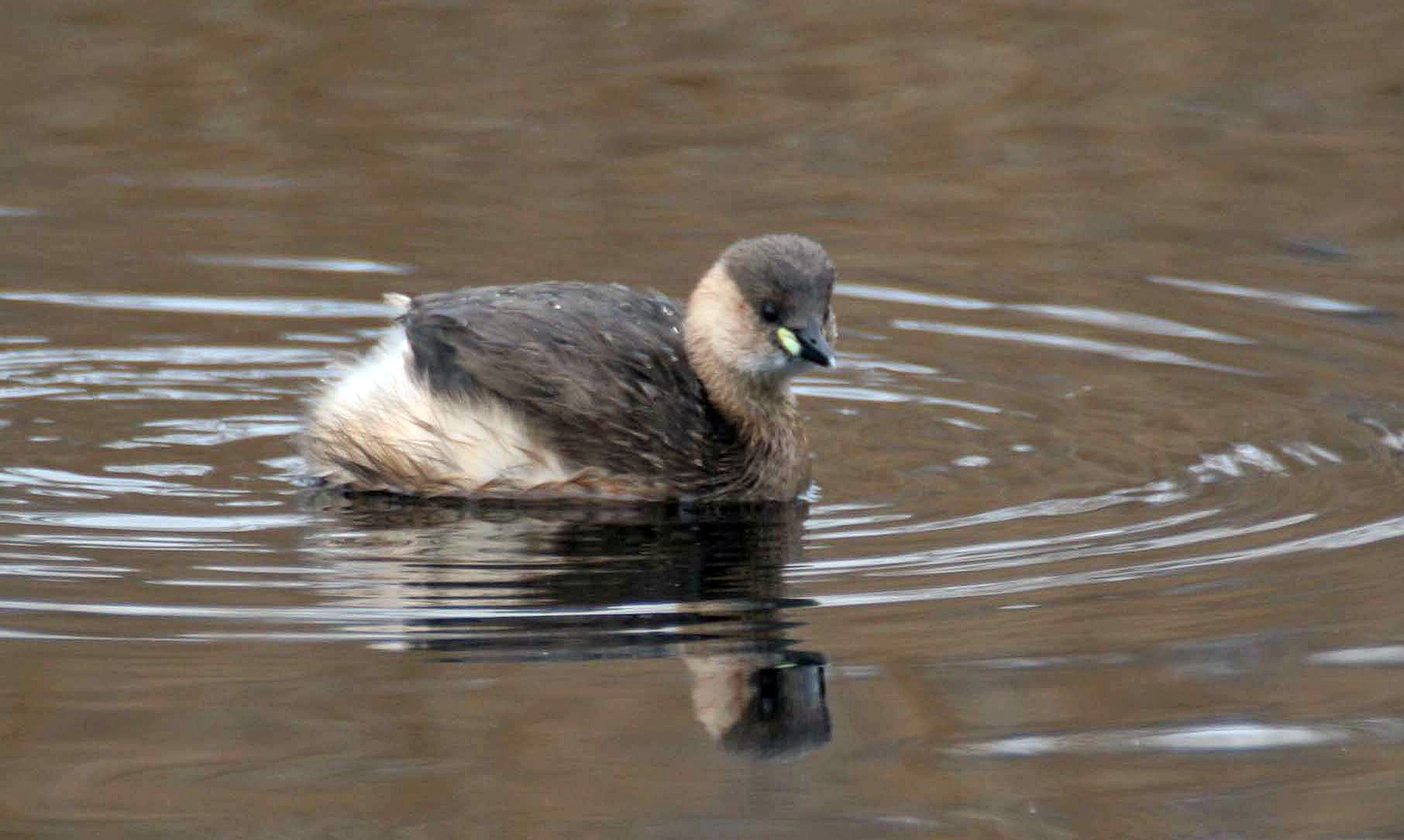
Пірникоза мала, гніздиться локально на вкритих рослинністю водоймах

Загін: Подіціпедіформі   Родина: Podicipedidae
Пірникози  — це пірнаючі птахи від малих до середніх розмірів із гострими пазурями на лапах і загостреним дзьобом. Зустрічаються переважно на низинних водоймах. Вони харчуються водними тваринами та гніздяться на плавучій платформі рослинності.
| Звичайне ім'я        | Біном                  | Статус |
| -------------------- | ---------------------- | ------ |
| Пірникоза мала       | Tachybaptus ruficollis |        |
| Пірникоза рябодзьоба | Podilymbus podiceps    | (А)    |
| Пірникоза сірощока   | Podiceps grisegena     |        |
| Пірникоза велика     |                        |        |
| Пірникоза червоношия |                        |        |
| Пірникоза чорношия   | (Podiceps nigricollis) |        |

## Лежневі
Ряд: Сивкоподібні    Родина: Burhinidae
Невелика родина середніх і великих куликів із сильними чорними дзьобами, великими жовтими очима та загадковим оперенням.
| Звичайне ім'я   | Біном               | Статус |
| --------------- | ------------------- | ------ |
| Лежень степовий | Burhinus oedicnemus | (А)    |

## Куликосорокові

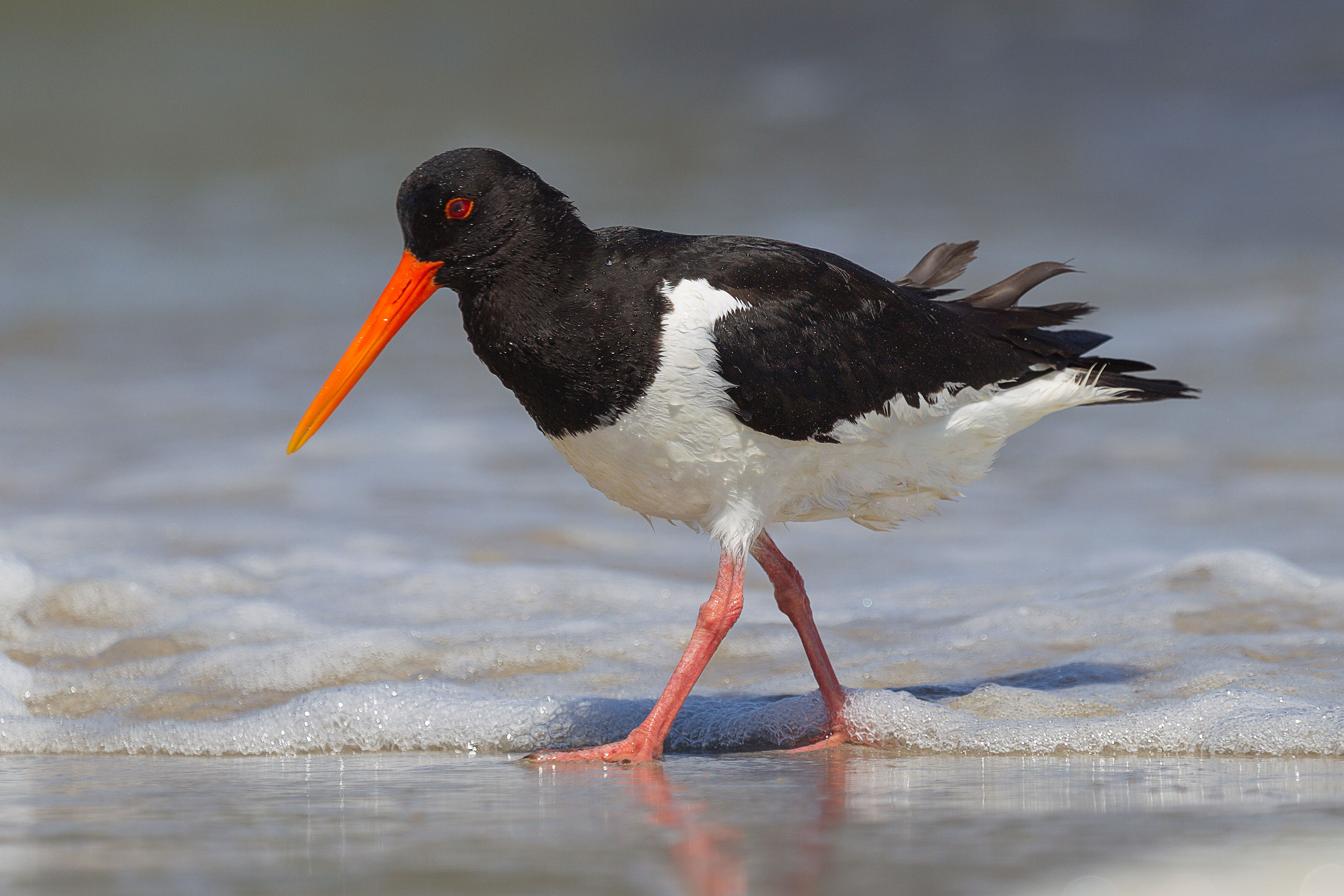
Кулик-сорока, поширений у прибережних районах.

Ряд: Сивкоподібні    Родина: Haematopodidae
Куликосорокові  — великі, яскраві та галасливі болотні птахи з сильними дзьобами, які використовуються для розбиття молюсків.
| Звичайне ім'я | Біном                 | Статус |
| ------------- | --------------------- | ------ |
| Кулик-сорока  | Haematopus ostralegus | (А)    |

## Чоботарові
Ряд: Сивкоподібні    Родина: Recurvirostridae
Родина досить великих болотних птахів. Авоки мають довгі ноги та довгі загнуті вгору крила. Ходулі мають надзвичайно довгі ноги та довгі, тонкі та прямі крила.
| Звичайне ім'я  | Біном                  | Статус |
| -------------- | ---------------------- | ------ |
| Кулик-довгоніг | Гімантопус himantopus  | (А)    |
| Чоботар        | Recurvirostra avosetta |        |

## Сивкові
Ряд: Сивкоподібні    Родина: Charadriidae

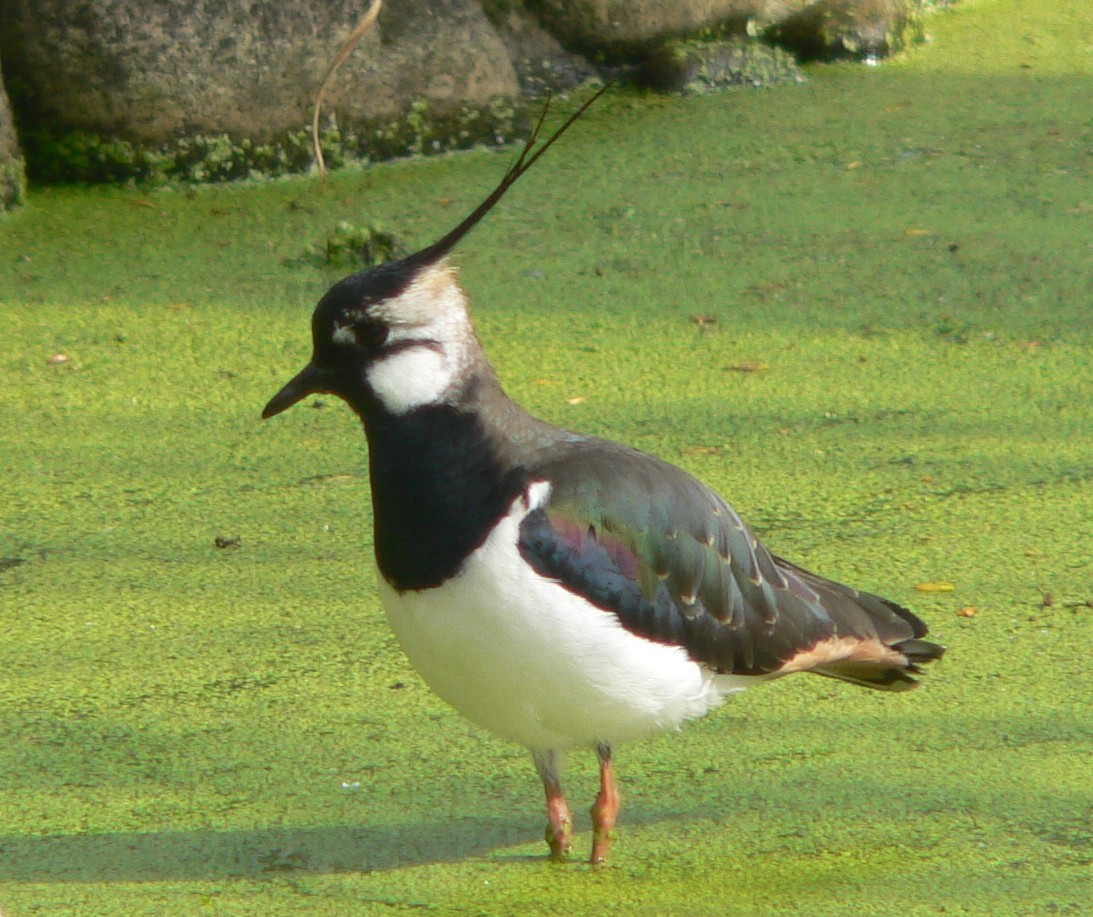
Чайка, чисельність гніздової популяції якої скорочується.

Невеликі болотні птахи з компактним тілом, короткою шиєю та довгими загостреними крилами.
| Звичайне ім'я          | Біном                    | Статус |
| ---------------------- | ------------------------ | ------ |
| Чайка                  | Vanellus vanellus        |        |
| Чайка степова          | Vanellus gregarius       | (А)    |
| Сивка звичайна         | Pluvialis квітковий      |        |
| Сивка бурокрила        | Pluvialis fulva          | (А)    |
| Сивка американська     | Pluvialis домініка       | (А)    |
| Сивка морська          | Pluvialis squatarola     |        |
| Пісочник великий       | Charadrius hiaticula     |        |
| Пісочник малий         | Charadrius dubius        |        |
| Пісочник крикливий     | Чарадриус голосистий     | (А)    |
| Пісочник морський      | Charadrius alexandrinus  | (А)    |
| Пісочник товстодзьобий | Charadrius leschenaultii | (А)    |
| Хрустан євразійський   | Charadrius morinellus    |        |

## Інші кулики
Ряд: Сивкоподібні   Родина: Scolopacidae

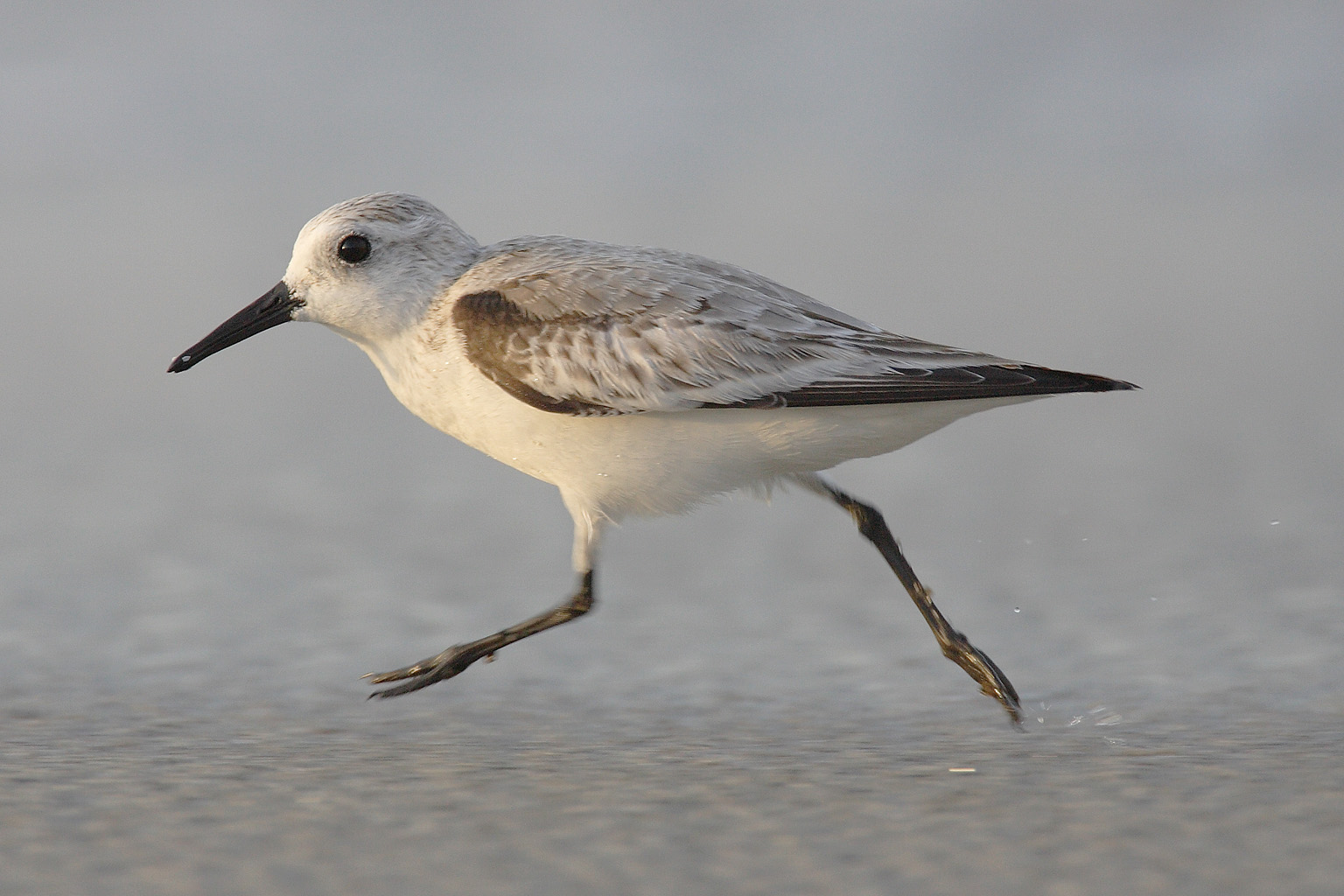
Побережник білий, зимовий гість і транзитний мігрант, переважно на піщаних берегах

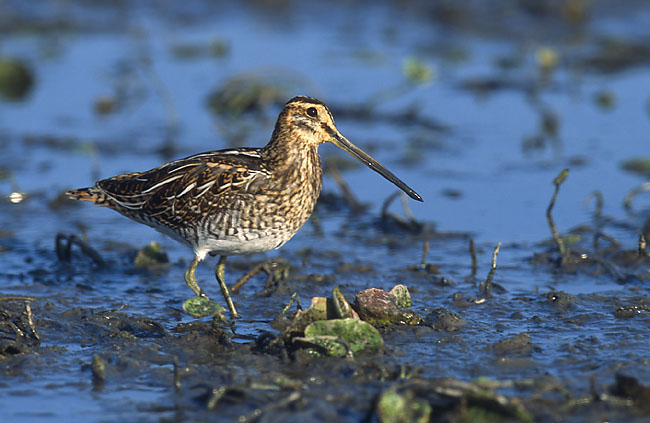
Баранець звичайний, його чисельність скорочується, як і багатьох інших куликів

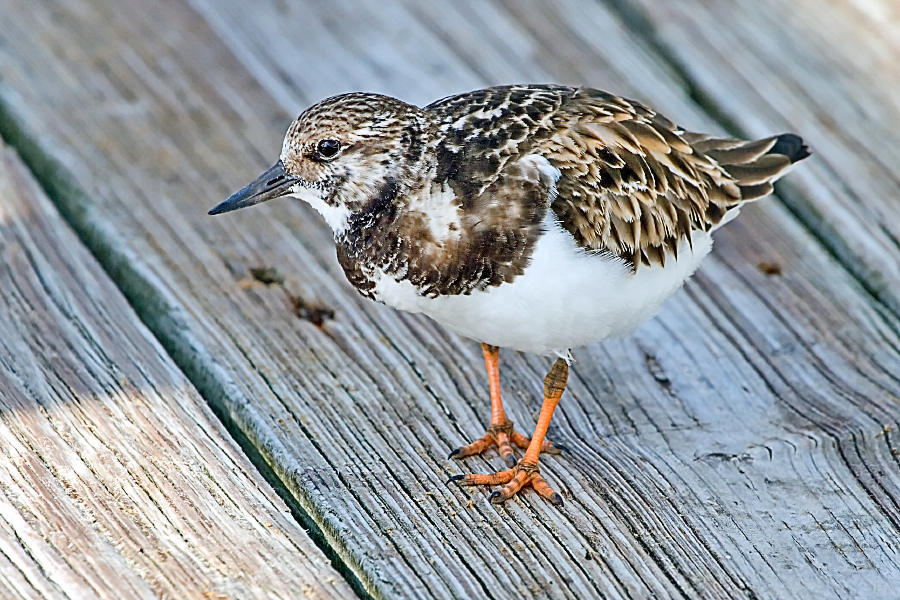
Крем'яшник, вид, який не гніздиться, але трапляється на скелястих узбережжях цілий рік.

Велика родина болотних птахів. Різна довжина ніг і дзьобів дозволяє багатьом видам харчуватися в одному середовищі існування без прямої конкуренції за їжу.
| Common name              | Binomial                | Status |
| ------------------------ | ----------------------- | ------ |
| Бартрамія                | Bartramia longicauda    | (A)    |
| Кульон середній          | Numenius phaeopus       |        |
| Кульон гудзонський       | Numenius hudsonicus     | (A)    |
| Кульон-крихітка          | Numenius minutus        | (A)    |
| Кульон великий           | Numenius arquata        |        |
| Грицик малий             | Limosa lapponica        |        |
| Грицик великий           | Limosa limosa           |        |
| Крем'яшник звичайний     | Arenaria interpres      |        |
| Побережник ісландський   | Calidris canutus        |        |
| Брижач                   | Calidris pugnax         |        |
| Побережник болотяний     | Calidris falcinellus    | (A)    |
| Побережник гострохвостий | Calidris acuminata      | (A)    |
| Побережник довгоногий    | Calidris himantopus     | (A)    |
| Побережник червоногрудий | Calidris ferruginea     |        |
| Побережник білохвостий   | Calidris temminckii     | (A)    |
| Побережник білий         | Calidris alba           |        |
| Побережник чорногрудий   | Calidris alpina         |        |
| Побережник морський      | Calidris maritima       |        |
| Побережник канадський    | Calidris bairdii        | (A)    |
| Побережник малий         | Calidris minuta         |        |
| Побережник-крихітка      | Calidris minutilla      | (A)    |
| Побережник білогрудий    | Calidris fuscicollis    | (A)    |
| Жовтоволик               | Calidris subruficollis  | (A)    |
| Побережник арктичний     | Calidris melanotos      | (A)    |
| Побережник тундровий     | Calidris pusilla        | (A)    |
| Неголь довгодзьобий      | Limnodromus scolopaceus |        |
| Слуква лісова            | Scolopax rusticola      |        |
| Баранець малий           | Lymnocryptes minimus    |        |
| Баранець великий         | Gallinago minima        | (A)    |
| Баранець звичайний       | Gallinago gallinago     |        |
| Мородунка                | Xenus cinerea           | (A)    |
| Плавунець довгодзьобий   | Phalaropus tricolor     | (A)    |
| Плавунець круглодзьобий  | Phalaropus lobatus      | (A)    |
| Плавунець плоскодзьобий  | Phalaropus fulicarius   |        |
| Набережник палеарктичний | Actitis hypoleucos      |        |
| Набережник плямистий     | Tringa macularius       | (A)    |
| Коловодник лісовий       | Tringa ochropus         |        |
| Коловодник попелястий    | Tringa brevipes         | (A)    |
| Коловодник жовтоногий    | Tringa flavipes         | (A)    |
| Коловодник звичайний     | Tringa totanus          |        |
| Коловодник ставковий     | Tringa stagnatilis      | (A)    |
| Коловодник болотяний     | Tringa glareola         |        |
| Коловодник чорний        | Tringa erythropus       |        |
| Коловодник великий       | Tringa nebularia        |        |
| Коловодник строкатий     | Tringa melanoleuca      |        |

## Дерихвостові
Ряд: Сивкоподібні   Родина: Glareolidae
Родина струнких довгокрилих болотних птахів.
| Звичайне ім'я       | Біном               | Статус |
| ------------------- | ------------------- | ------ |
| Бігунець пустельний | Курсор Cursorius    | (А)    |
| Дерихвіст лучний    | Glareola pratincola | (А)    |
| Дерихвіст степовий  | Glareola nordmanni  | (А)    |

## Мартини та крячки
Ряд: Сивкоподібні    Родина: Laridae

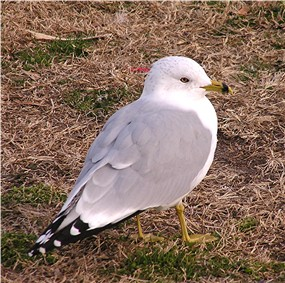
Мартин делаверський, перша британська реєстрація цього американського виду була в Уельсі в 1973 році. Зараз це відбувається щорічно.

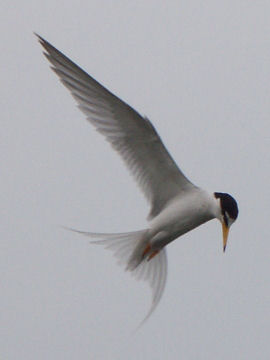
Малий крячок, лише одна колонія залишилася в Уельсі в Гронант на північному сході.

Морські птахи середнього розміру з сірим, білим та чорним оперенням, перетинчастими лапами та міцними дзьобами.
| Common name               | Binomial                     | Status |
| ------------------------- | ---------------------------- | ------ |
| Мартин трипалий           | Rissa tridactyla             |        |
| Мартин білий              | Pagophila eburnea            | (A)    |
| Мартин вилохвостий        | Xema sabini                  |        |
| Мартин канадський         | Chroicocephalus philadelphia | (A)    |
| Мартин звичайний          | Chroicocephalus ridibundus   |        |
| Мартин малий              | Hydrocoloeus minutus         |        |
| Мартин рожевий            | Rhodostethia rosea           | (A)    |
| Мартин карибський         | Leucophaeus atricilla        | (A)    |
| Мартин ставковий          | Leucophaeus pipixcan         | (A)    |
| Мартин середземноморський | Ichthyaetus melanocephalus   |        |
| Мартин сизий              | Larus canus                  |        |
| Мартин делаверський       | Larus delawarensis           |        |
| Мартин морський           | Larus marinus                |        |
| Мартин берингійський      | Larus glaucescens            | (A)    |
| Мартин полярний           | Larus hyperboreus            |        |
| Мартин гренландський      | Larus glaucoides             |        |
| Мартин сріблястий         | Larus argentatus             |        |
| Мартин жовтоногий         | Larus cachinnans             | (A)    |
| Мартин скельний           | Larus michahellis            | (A)    |
| Мартин чорнокрилий        | Larus fuscus                 |        |
| Крячок чорнодзьобий       | Gelochelidon nilotica        | (A)    |
| Крячок каспійський        | Hydroprogne caspia           | (A)    |
| Крячок королівський       | Thalasseus maximus           | (A)    |
| Крячок бенгальський       | Thalasseus bengalensis       | (A)    |
| Крячок рябодзьобий        | Thalasseus sandvicensis      |        |
| Крячок каліфорнійський    | Thalasseus elegans           | (A)    |
| Крячок малий              | Sternula albifrons           |        |
| Крячок бурокрилий         | Onychoprion anaethetus       | (A)    |
| Крячок строкатий          | Onychoprion fuscatus         | (A)    |
| Крячок рожевий            | Sterna dougallii             |        |
| Крячок річковий           | Sterna hirundo               |        |
| Крячок полярний           | Sterna paradisaea            |        |
| Крячок неоарктичний       | Sterna forsteri              | (A)    |
| Крячок білощокий          | Chlidonias hybrida           | (A)    |
| Крячок білокрилий         | Chlidonias leucoptera        | (A)    |
| Крячок чорний             | Chlidonias niger             |        |

## Поморники
Ряд: Сивкоподібні    Родина: Stercorariidae
Середні та великі морські птахи з переважно сірим або коричневим оперенням, гострими кігтями та гачкуватим кінчиком дзьоба. Вони переслідують інших птахів, щоб змусити їх відати свій улов.
| Звичайне ім'я           | Біном                    | Статус |
| ----------------------- | ------------------------ | ------ |
| Поморник антарктичний   | Stercorarius maccormicki |        |
| Поморник великий        | Stercorarius поморник    |        |
| Поморник середній       | Stercorarius pomarinus   |        |
| Поморник короткохвостий | Stercorarius parasiticus |        |
| Поморник довгохвостий   | Stercorarius longicaudus |        |

## Гагарки та тупики
Ряд: Сивкоподібні    Родина: Alcidae

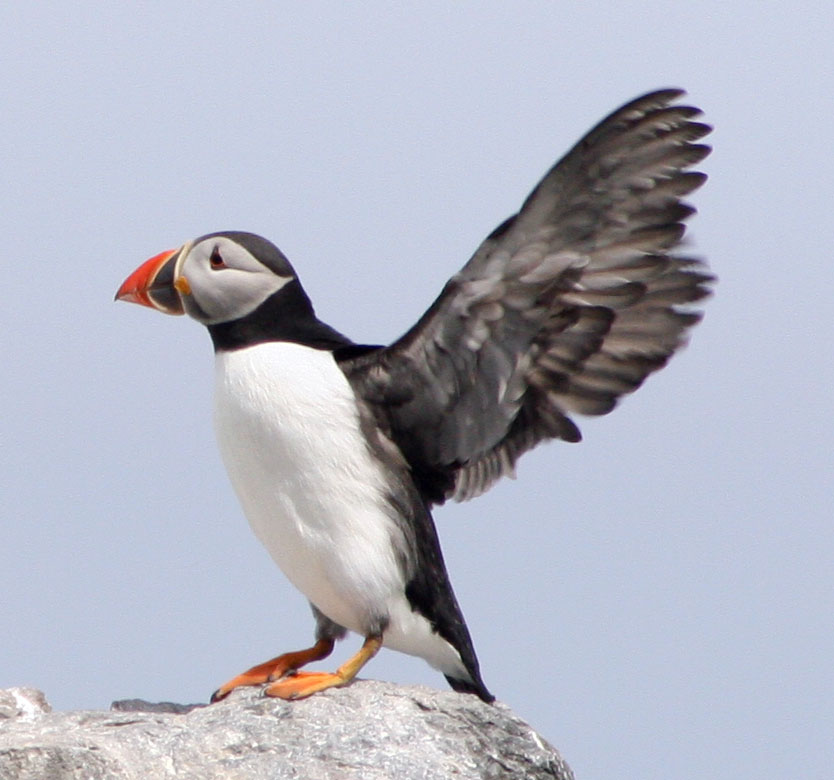
Тупик, розмножується на островах і мисах; найбільші колонії — на Скомері та Скохольмі.

Родина морських птахів, які зовні схожі на пінгвінів вертикальною поставою та деякими звичками, але здатні літати. Велика гагарка вимерла.
| Звичайне ім'я     | Біном              | Статус |
| ----------------- | ------------------ | ------ |
| Люрик             | Alle alle          |        |
| Кайра тонкодзьоба | Uria aalge         |        |
| Гагарка мала      | Alca torda         |        |
| Чистун арктичний  | Решітка цефуса     |        |
| Іпатка атлантична | Fratercula arctica |        |

## Гагарові
Ряд: Gaviiformes    Родина: Gaviidae
Гагарові — водоплавні птахи розміром з велику качку. Вони добре плавають і добре літають, але безпорадні на суші, тому що їхні ноги розташовані в задній частині тіла. Живляться рибою та іншими водними тваринами.
| Звичайне ім'я     | Біном          | Статус |
| ----------------- | -------------- | ------ |
| Гагара червоношия | Gavia stellata |        |
| Гагара чорношия   | Gavia arctica  |        |
| Гагара полярна    | Gavia immer    |        |
| Гагара білодзьоба | Gavia adamsii  | (А)    |

## Буревісникові
Ряд: Procellariiformes    Родина: Diomedeidae
Буревісникові — це найменші морські птахи, які харчуються планктоном і дрібною рибою, яку збирають з поверхні, зазвичай під час лавірування. Гніздяться колоніями на землі.
| Звичайне ім'я     | Біном               | Статус |
| ----------------- | ------------------- | ------ |
| Океанник Вільсона | Oceanites oceanicus | (А)    |

## Качуркові
Ряд: Procellariiformes    Родина: Hydrobatidae
Альбатроси є одними з найбільших літаючих птахів з довгими вузькими крилами для планерування. Більшість з них зустрічаються в Південній півкулі, а іноді зустрічаються в Північній Атлантиці.
| Звичайне ім'я   | Біном          | Статус |
| --------------- | -------------- | ------ |
| Сула атлантична | Morus bassanus |        |

## Буревісникові
Ряд: Procellariiformes   Родина: Procellariidae
Це найменші морські птахи, які живляться планктоном і дрібною рибою, яку збирають з поверхні, зазвичай під час маневрового польоту. Гніздяться колоніями на землі.
| Звичайне ім'я    | Біном                | Статус |
| ---------------- | -------------------- | ------ |
| Качурка морська  | Hydrobates pelagicus |        |
| Качурка північна | Гідробати білий      |        |

Ряд: Procellariiformes   Родина: Procellariidae

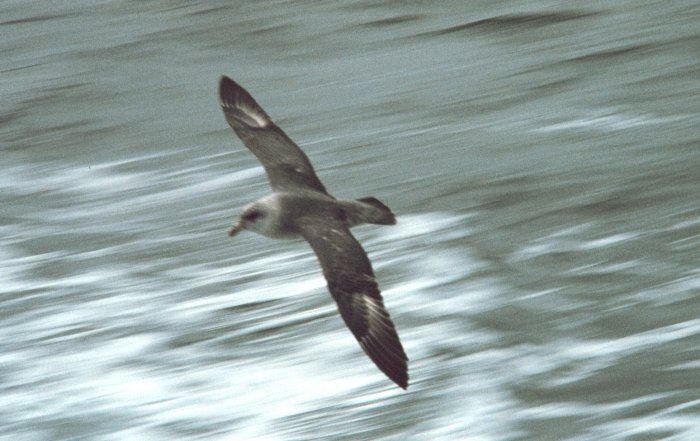
Буревісник кочівний вперше розмножився в Уельсі в 1940-х роках, а тепер поширений на морських скелях.

Це дуже пелагічні птахи з довгими вузькими крилами та трубчастими ніздрями. Харчуються в морі рибою, кальмарами та іншими морськими мешканцями. Вони виходять на сушу, щоб розмножуватися колоніями.
| Звичайне ім'я          | Біном                 | Статус |
| ---------------------- | --------------------- | ------ |
| Буревісник кочівний    | Fulmarus glacialis    |        |
| Буревісник атлантичний | Calonectris borealis  | (А)    |
| Буревісник сивий       | Ardenna griseus       |        |
| Буревісник великий     | Ardenna gravis        | (А)    |
| Буревісник малий       | Puffinus puffinus     |        |
| Буревісник балеарський | Puffinus mauretanicus |        |
| Буревісник канарський  | Puffinus baroli       | (А)    |

## Лелекові
Ряд: Ciconiiformes   Родина: Ciconiidae
Лелекові — великі, важкі, довгоногі болотні птахи з довгою шиєю, з довгим міцним дзьобом і широким розмахом крил. Вони літають з витягнутою шиєю. Живляться тваринною їжею.
| Звичайне ім'я | Біном           | Статус |
| ------------- | --------------- | ------ |
| Лелека чорний | Ciconia nigra   | (А)    |
| Лелека білий  | Ciconia ciconia | (А)    |

## Олуші

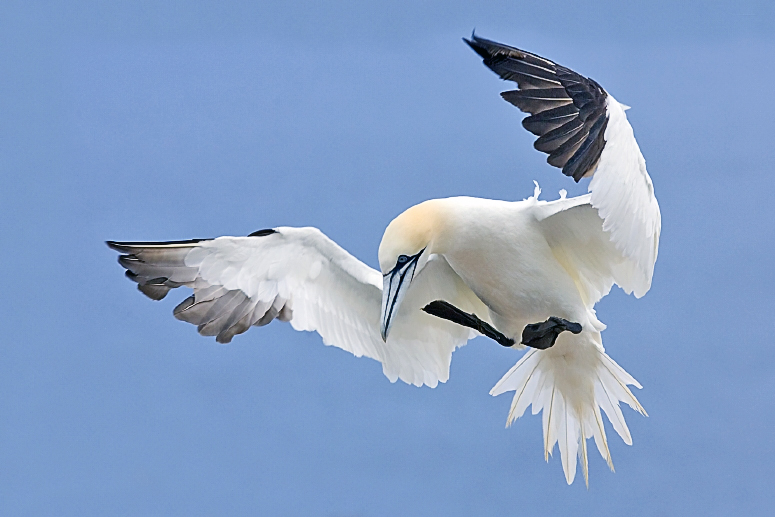
Олуша має одну велику валлійську колонію на острові Ґрассхольм, яка зараз налічує понад 30 000 пар.

Ряд: Suliformes   Родина: Pelecanidae
Олуші — великі морські птахи, які занурюються в воду у пошуках риби та гніздяться великими колоніями. У них торпедоподібне тіло, довгі, вузькі, загострені крила і довгий хвіст.
| Звичайне ім'я   | Біном          | Статус |
| --------------- | -------------- | ------ |
| Сула атлантична | Morus bassanus | (А)    |

## Бакланові
Ряд: Suliformes    Родина: Phalacrocoracidae
Бакланові — середні та великі водяні птахи з переважно темним оперенням і ділянками кольорової шкіри на обличчі. Дзьоб довгий, тонкий і гостро зачеплений для ловлі риби і водних безхребетних мешканців. Вони гніздяться колоніями, зазвичай біля моря.
| Звичайне ім'я  | Біном               | Статус |
| -------------- | ------------------- | ------ |
| Баклан великий | Phalacrocorax carbo |        |
| Баклан чубатий | Gulosus Aristotelis |        |

## Ібіси та колпиці
Ряд: Pelecaniformes    Родина: Threskiornithidae
Ібіси мають довгі вигнуті дзьоби. Колпіці мають плескатий дзьоб, ширший на кінчику.
| Звичайне ім'я  | Біном                | Статус |
| -------------- | -------------------- | ------ |
| Коровайка бура | Plegadis falcinellus | (А)    |
| Косар          | Platalea leucorodia  |        |

## Чаплеві

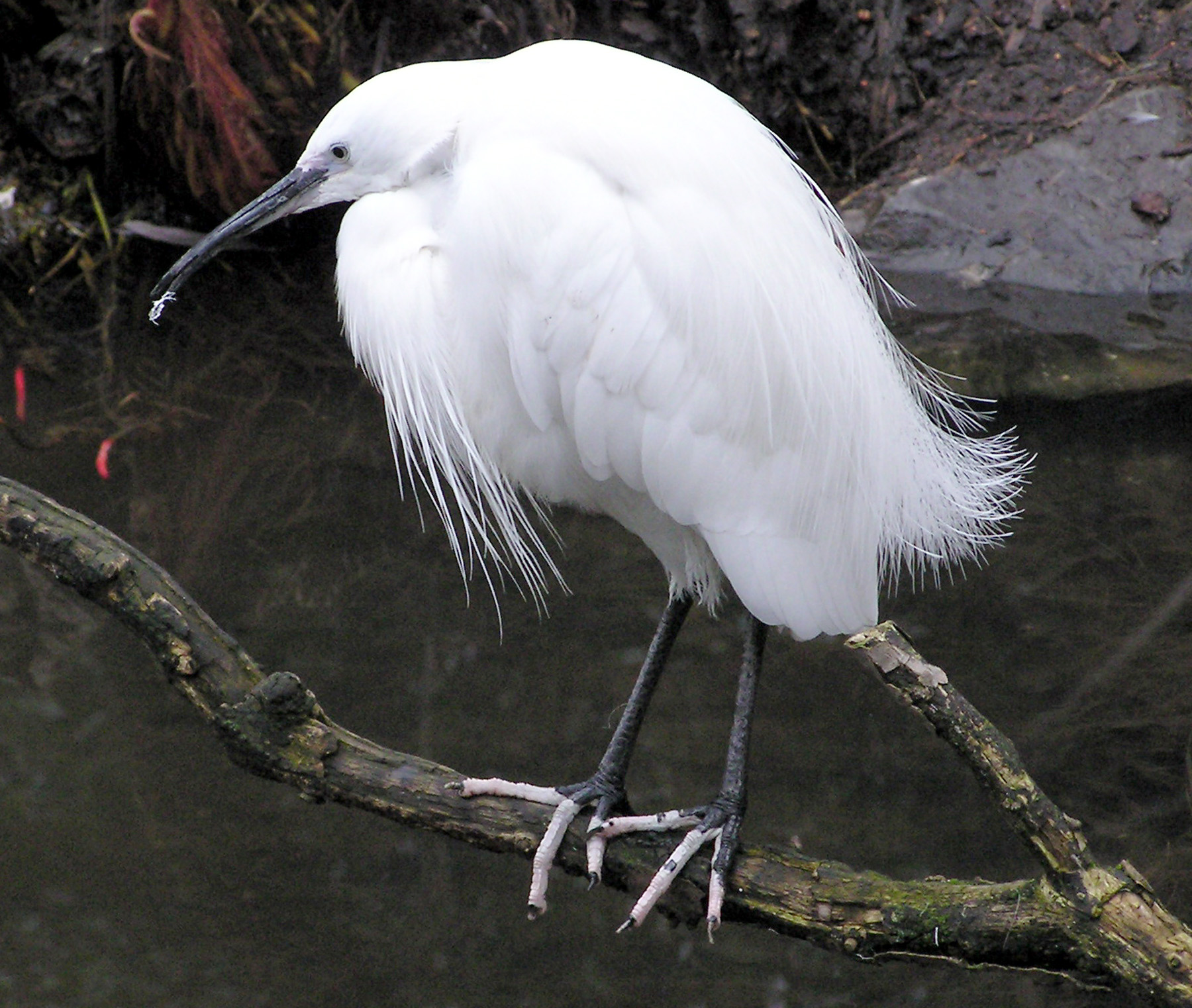
Чепура мала — вид, що вперше почав розмножуватися в 2001 році.

Ряд: Pelecaniformes    Родина: Ardeidae
Чаплеві  — середні та великі прибережні птахи з довгою шиєю та ногами. Випіки, як правило, мають коротшу шию та більш потайливі. Усі вони летять із задертими шиями. Гострий дзьоб використовується для ловлї риби та земноводних. Багато видів гніздяться колоніями, часто на деревах.
| Звичайне ім'я       | Біном                 | Статус |
| ------------------- | --------------------- | ------ |
| Бугай водяний       |                       |        |
| Бугай американський | Botaurus lentiginosus | (А)    |
| Бугайчик звичайний  | Ixobrychus minutus    | (А)    |
| Квак                | Nycticorax nycticorax | (А)    |
| Чапля зелена        | Butorides virescens   | (A)    |
| Чапля жовта         | Ardeola ralloides     | (А)    |
| Єгипетська чапля    |                       |        |
| Чапля сіра          | Ardea cinerea         |        |
| Чапля руда          | Ардея пурпурова       | (А)    |
| Чепура велика       | Ардея біла            | (А)    |
| Чепура мала         |                       |        |

## Скопа
Ряд: Accipitriformes    Родина: Pandionidae
Великий рибоїдний хижий птах, що належить до окремої родини. Він переважно коричневий зверху та білий знизу з довгими кутовими крилами. Це мігранти в Уельсі, але нещодавно почали розмножуватися.
| Звичайне ім'я | Біном             | Статус |
| ------------- | ----------------- | ------ |
| Скопа         | Pandion haliaetus |        |

## Яструбові
Ряд: Accipitriformes    Родина: Accipitridae

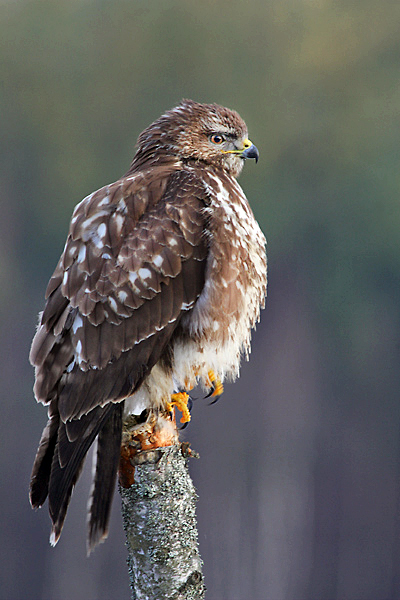
Канюк, звичайний хижий птах, який досягає високої щільності населення в деяких районах.

Родина хижих птахів, до якої входять яструби, канюки, орли, шуліки та луні. Ці птахи мають дуже великі потужні гачкуваті дзьоби, щоб відривати м'ясо від жертви, сильні ноги і мають гострий зір.
| Звичайне ім'я      | Біном                | Статус |
| ------------------ | -------------------- | ------ |
| Осоїд євразійський | Pernis apivorus      |        |
| Беркут             | Aquila chrysaetos    | (А)    |
| Яструб малий       | Accipiter nisus      |        |
| Яструб великий     | Accipiter gentilis   |        |
| Лунь очеретяний    | Circus aeruginosus   |        |
| Лунь польовий      | Circus cyaneus       |        |
| Лунь степовий      |                      | (А)    |
| Лунь лучний        |                      | (А)    |
| Шуліка рудийн      | Milvus milvus        |        |
| Шуліка чорний      | Milvus migrans       | (А)    |
| Орлан-білохвіст    | Haliaaetus albicilla | (А)    |
| Зимняк             | Buteo lagopus        | (А)    |
| Канюк звичайний    |                      |        |

## Сипухи

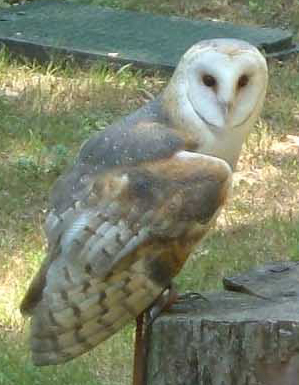
Сипуха, рідко трапляється у сільськогосподарських угіддях.

Ряд: Strigiformes   Родина: Tytonidae
Сипухи — це сови середнього чи великого розміру з великими головами та обличчями у формі серця. У них довгі сильні ноги з потужними кігтями.
| Звичайне ім'я    | Біном     | Статус |
| ---------------- | --------- | ------ |
| Сипуха крапчаста | Tyto alba |        |

## Совові
Ряд: Strigiformes    Родина: Strigidae
Совові — це поодинокі нічні хижі птахи. Вони мають великі спрямовані вперед очі та вуха, яструбиний дзьоб і помітне пір'я навколо кожного ока.
| Звичайне ім'я       | Біном          | Статус |
| ------------------- | -------------- | ------ |
| Сич хатній          | Athene noctua  |        |
| Сплюшка євразійська | Otus scops     | (А)    |
| Сова вухата         |                |        |
| Сова болотяна       | Asio flammeus  |        |
| Сова біла           | Bubo scandiaca | (А)    |
| Сова сіра           | Strix aluco    |        |

## Одуди
Ряд: Bucerotiformes    Родина: Upupidae
Характерний птах із окремої родини з довгим вигнутим дзьобом, чубом і чорно-білими смугами на крилах та хвості.
| Звичайне ім'я | Біном       | Статус |
| ------------- | ----------- | ------ |
| Одуд          | Upupa epops | (А)    |

## Сиворакшові
Ряд: Coraciiformes    Родина: Сиворакшові (Coraciidae)
| Звичайне ім'я | Біном             | Статус |
| ------------- | ----------------- | ------ |
| Сиворакша     | Coracias garrulus |        |

## Рибалочки

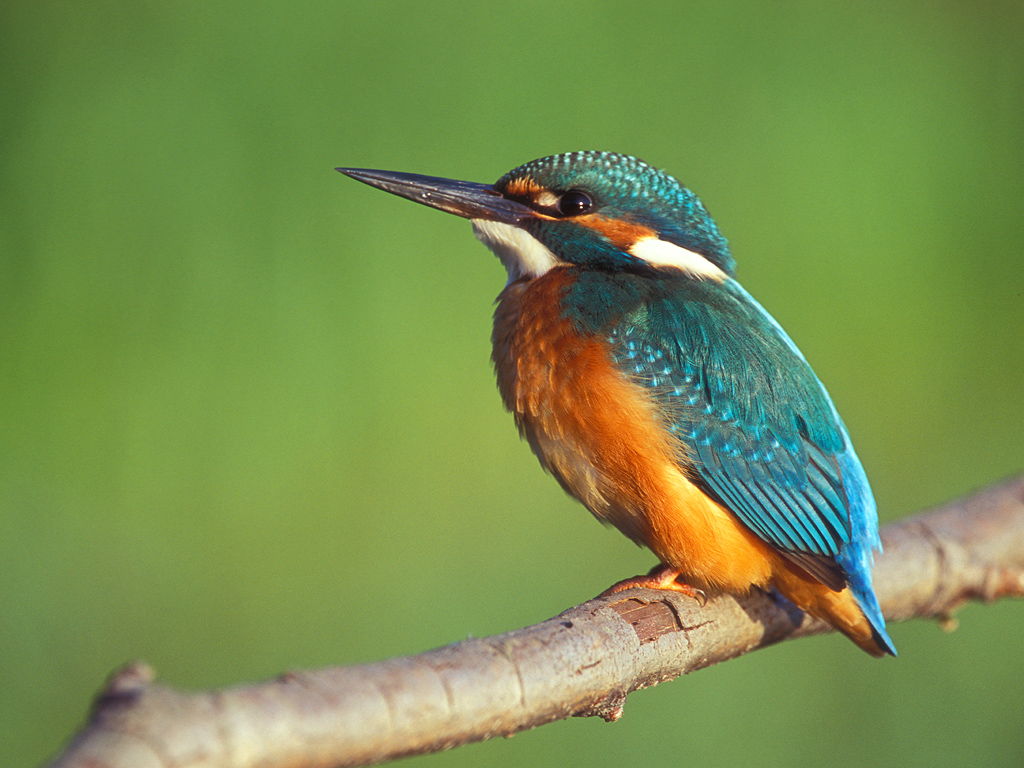
Рибалочка, мешканець рівнинних водойм

Ряд: Coraciiformes    Родина: Alcedinidae
Рибалочки  — це птахи середнього розміру з великою головою, довгим гострим дзьобом, короткими ногами й малим хвостом. У світі існує близько 93 видів, 2 у Великобританії та 1 в Уельсі.
| Звичайне ім'я       | Біном         | Статус |
| ------------------- | ------------- | ------ |
| Рибалочка блакитний | Alcedo atthis | (А)    |

## Бджолоїдки
Ряд: Coraciiformes    Родина: Meropidae
Група птахів, що характеризується насиченим кольором оперення. Тонке тіло і зазвичай подовжене центральне пір'я хвоста.
| Звичайне ім'я       | Біном           | Статус |
| ------------------- | --------------- | ------ |
| Бджолоїдка звичайна | Merops apiaster | (А)    |

## Дятлові

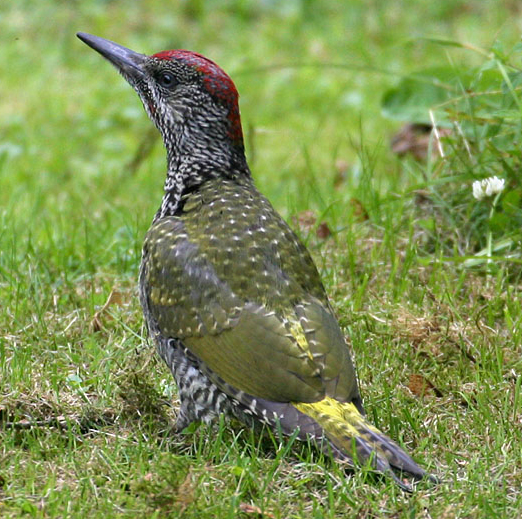
Молодий зелений дятел, чисельність якого скорочується в багатьох західних областях

Ряд: Piciformes    Родина: Picidae
Дятли — птахи малого та середнього розміру з долотоподібними дзьобами, короткими ногами, жорсткими хвостами та довгими язиками, які використовуються для захоплення комах. Багато дятли мають звичку шумно постукувати дзьобом по стовбурах дерев.
| Звичайне ім'я         | Біном             | Статус |
| --------------------- | ----------------- | ------ |
| Крутиголовка звичайна | Jynx tranquila    |        |
| Дятел малий           | Dryobates minor   |        |
| Дятел звичайний       | Dendrocopos major |        |
| Жовна зелена          | Picus viridis     |        |

## Соколи і каракари
Ряд: Соколоподібні   Родина: Falconidae

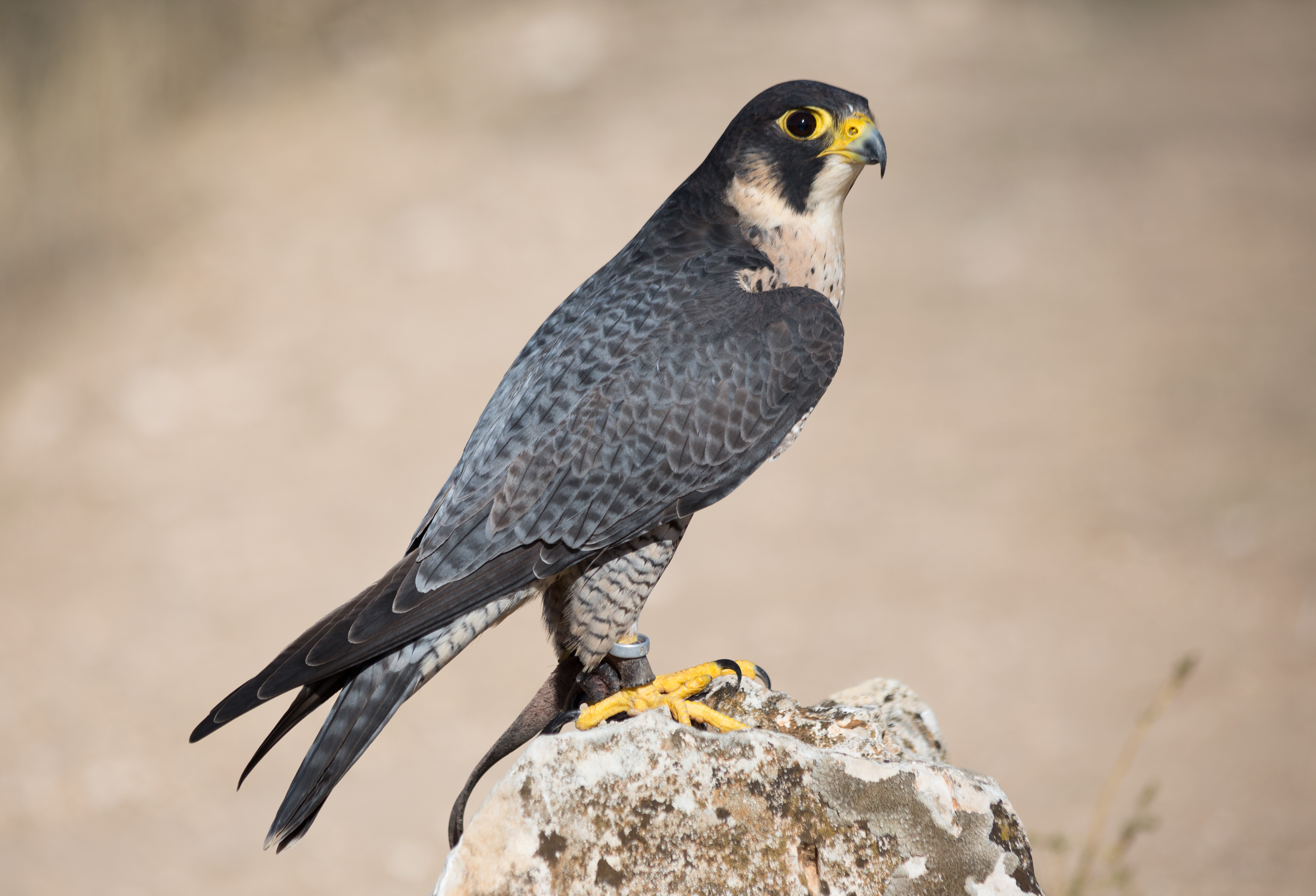
Сапсани з Уельсу використовувалися в соколиному полюванні з часів середньовіччя.

Родина малих і середніх денних хижих птахів із загостреними крилами. Вони не будують власних гнізд і ловлять здобич у повітрі.
| Звичайне ім'я       | Біном             | Статус |
| ------------------- | ----------------- | ------ |
| Боривітер звичайний | Falco tinnunculus |        |
| Кібчик червононогий |                   | (А)    |
| Підсоколик малий    |                   |        |
| Підсоколик великий  | Falco subbuteo    |        |
| Кречет              | Falco rusticolus  | (А)    |
| Сапсан              | Falco peregrinus  |        |

## Сорокопуди
Ряд: Горобцеподібні    Родина: Laniidae
Сорокопуди — горобині птахи, відомі своєю звичкою ловити інших птахів і дрібних тварин і наколювати нез'їдені частини їхнього тіла на колючки. Типовий дзьоб сорокопуди гачкуватий, як у хижого птаха.
| Звичайне ім'я            | Біном                 | Статус |
| ------------------------ | --------------------- | ------ |
| Сорокопуд терновий       | Lanius collurio       | (А)    |
| Туркестанський сорокопуд | Lanius phoenicuroides |        |
| Сорокопуд чорнолобий     |                       | (А)    |
| Сорокопуд сірий          |                       |        |
| Сорокопуд червоноголовий |                       | (А)    |

## Віреонові
Ряд: Горобцеподібні    Родина: Vireonidae
Віреонові — це група малих і середніх горобцеподібних птахів, поширених лише в Новому Світі.
| Звичайне ім'я      | Біном           | Статус |
| ------------------ | --------------- | ------ |
| Віреон червоноокий | Vireo olivaceus |        |

## Вивільгові
Ряд: Горобцеподібні    Родина: Oriolidae
Вивільгові — різнокольорові горобцеподібні птахи середнього розміру з мелодійними флейтовими піснями.
| Звичайне ім'я     | Біном           | Статус |
| ----------------- | --------------- | ------ |
| Вивільга звичайна | Oriolus oriolus |        |

## Воронові
Ряд: Горобцеподібні    Родина: Corvidae

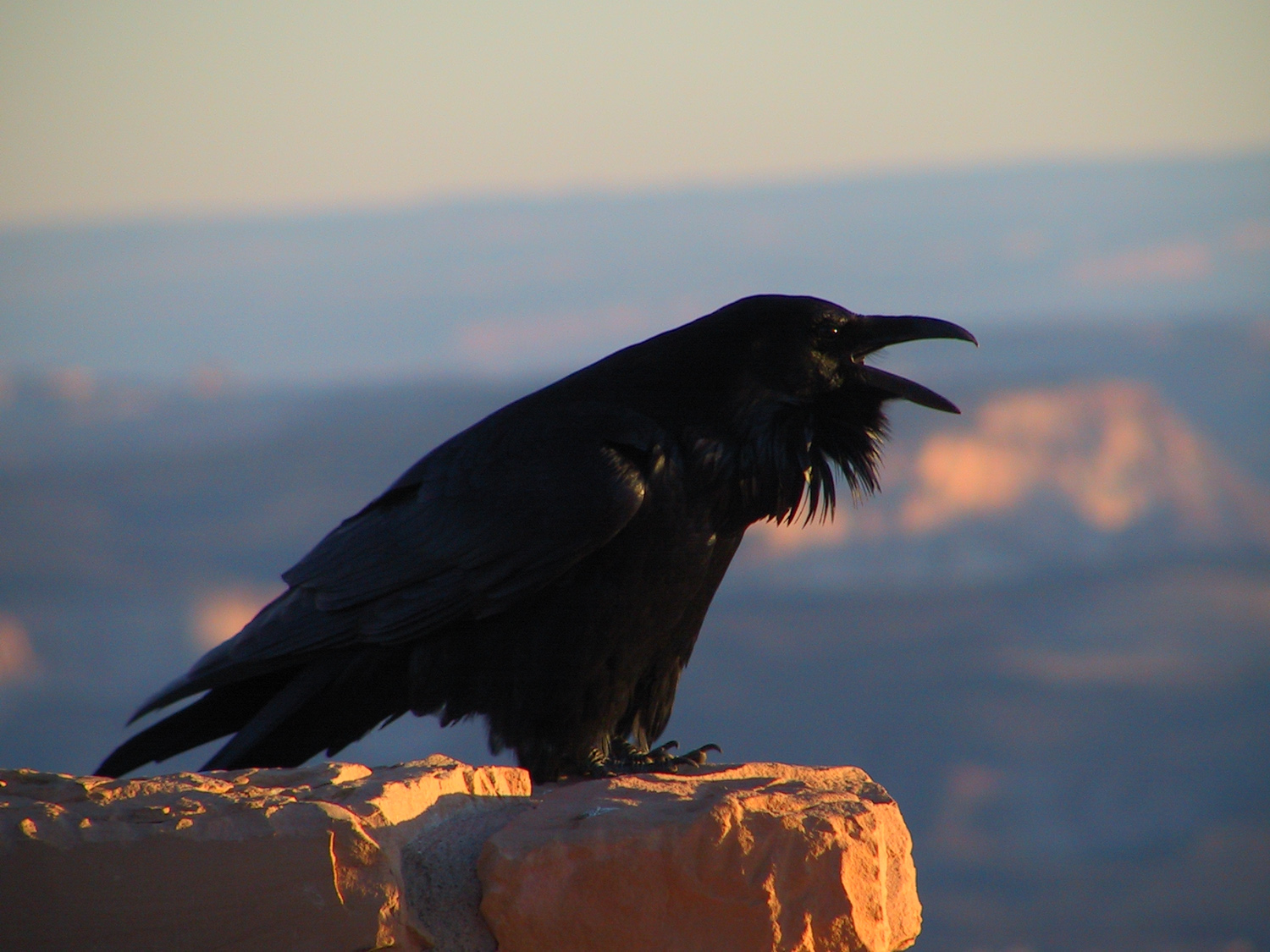
Крук в Уельсі має одну з найвищих у світі щільності цього виду.

Ворони та їхні родичі є досить великими птахами з сильним дзьобом і зазвичай розумні.
| Звичайне ім'я       | Біном                   | Статус |
| ------------------- | ----------------------- | ------ |
| Сойка звичайна      | Garrulus glandarius     |        |
| Сорока звичайна     |                         |        |
| Горіхівка крапчаста | Nucifraga caryocatactes | (А)    |
| Клушиця             | Pyrrhocorax pyrrhocorax |        |
| Галка               | Corvus monedula         |        |
| Грак                | Corvus frugilegus       |        |
| Ворона чорна        | Corvus corone           |        |
| Ворона сіра         | Corvus cornix           |        |
| Крук                | Corvus corax            |        |

## Омелюхові
Ряд: Горобцеподібні    Родина: Bombycillidae
Омелюхові — це група горобцеподібних птахів, які характеризуються м'яким шовковистим оперенням і унікальними червоними кінчиками деяких пір'я крил.
| Звичайне ім'я        | Біном               | Статус |
| -------------------- | ------------------- | ------ |
| Омелюх звичайний     | Bombycilla garrulus |        |
| Омелюх американський | Bombycilla cedrorum | (А)    |

## Синицеві

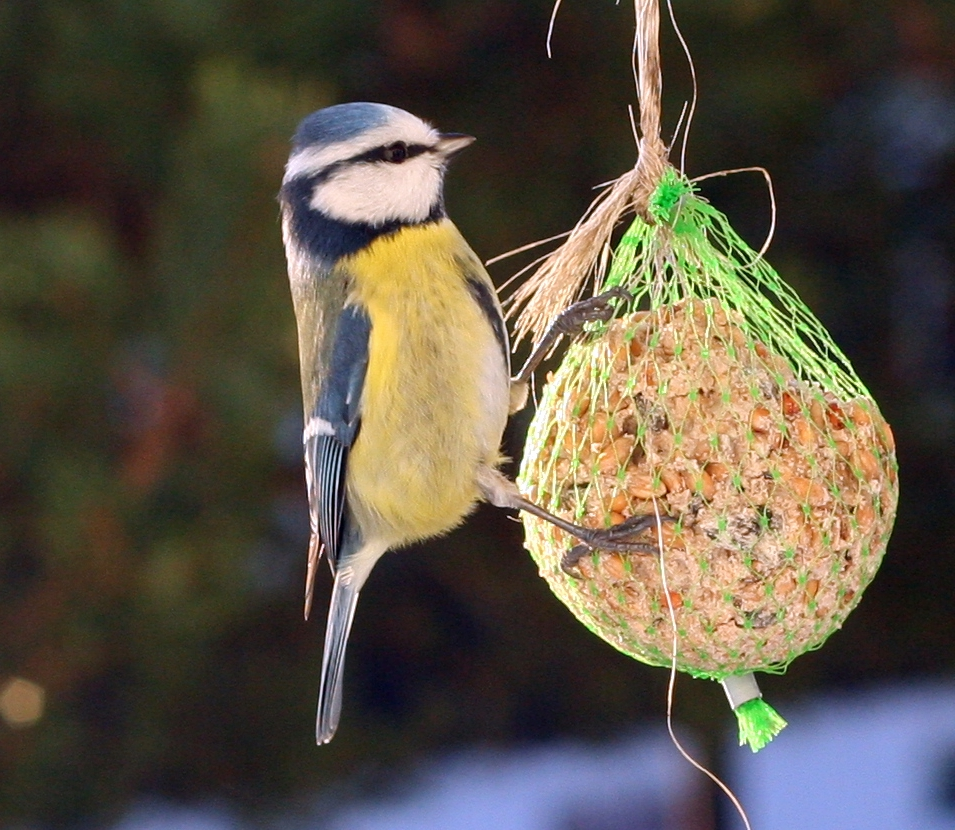
Синиця блакитна, звичайний лісовий птах, який легко пристосовується до парків і садів

Ряд: Горобцеподібні    Родина: Paridae
Синиці — це переважно невеликі, кремезні, лісові види з короткими товстими дзьобами. Птахи зі змішаним раціоном, що включає насіння та комах.
| Звичайне ім'я   | Біном               | Статус |
| --------------- | ------------------- | ------ |
| Синиця чорна    | Periparus ater      |        |
| Гаїчка болотяна | Poecile palustris   |        |
| Гаїчка-пухляк   | Poecile montana     |        |
| Синиця блакитна | Cyanistes caeruleus |        |
| Синиця велика   | Parus major         |        |

## Ремезові
Ряд: Горобцеподібні    Родина: Remizidae
Дрібні птахи з тонкими загостреними дзьобами, які будують гнізда, схожі на гаманець, які звисаючи з гілки.
| Звичайне ім'я    | Біном          | Статус |
| ---------------- | -------------- | ------ |
| Повзик звичайний | Sitta europaea |        |

## Вусаті синиці
Ряд: Горобцеподібні    Родина: Panuridae
Синиця вусата, єдина у своїй родині, зустрічається в очеретяних заростях по всій помірній Європі та Азії.
| Звичайне ім'я | Біном             | Статус |
| ------------- | ----------------- | ------ |
| Синиця вусата | Panurus biarmicus |        |

## Жайворонкові
Ряд: Горобцеподібні    Родина: Alaudidae
Жайворонки — невеликі наземні птахи, часто з екстравагантними піснями та показовими польотами. Більшість жайворонків досить тьмяні на вигляд. Їхня їжа — комахи і насіння.
| Звичайне ім'я       | Біном                      | Статус |
| ------------------- | -------------------------- | ------ |
| Жайворонок лісовий  |                            | (А)    |
| Жайворонок польовий | Алауда польова             |        |
| Посмітюха звичайна  | Galerida cristata          | (А)    |
| Жайворонок рогатий  | Eremophila alpestris       | (А)    |
| Жайворонок малий    |                            | (А)    |
| Жайворонок чорний   | Melanocorypha yeltoniensis | (А)    |

## Ластівкові
Ряд: Горобцеподібні    Родина: Hirundinidae

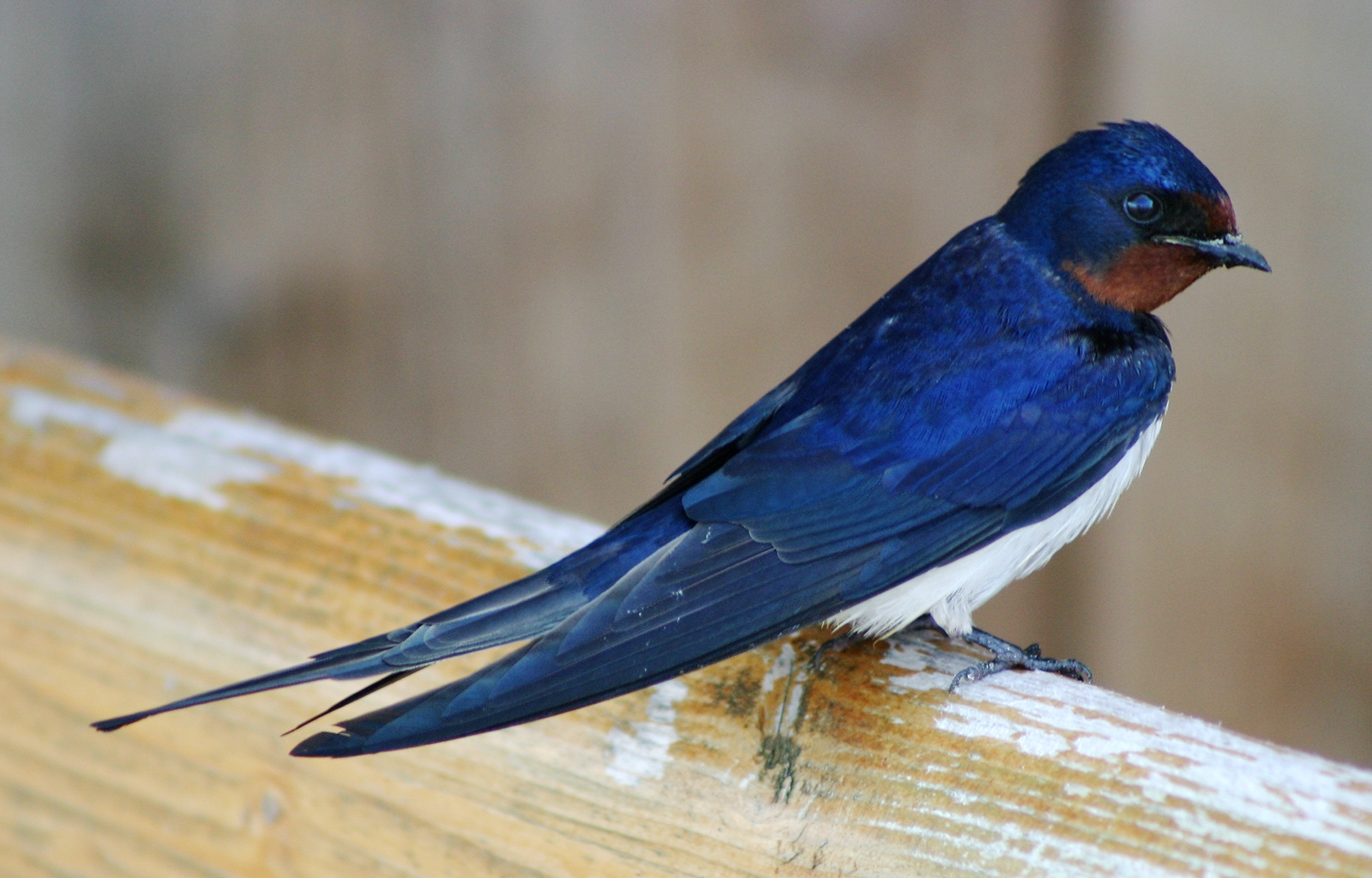
Ластівка сільська, дуже поширений птах, що розмножується на кожних 10 км площі в Уельсі.

Родина Ластівкові пристосована до живлення у повітрі. Вони мають струнке обтічне тіло, довгі загострені крила і короткий дзьоб.
| Звичайне ім'я     | Біном                  | Статус |
| ----------------- | ---------------------- | ------ |
| Ластівка берегова | Riparia riparia        |        |
| Ластівка скельна  | Ptyonoprogne rupestris | (А)    |
| Ластівка сільська | Hirundo rustica        |        |
| Ластівка міська   | Delichon urbicum       |        |
| Ластівка даурська |                        | (А)    |

## Цетієві
Ряд: Горобцеподібні    Родина: Cettiidae
Представники цієї родини зустрічаються по всій Африці, Азії та Полінезії. Їхня систематика змінюється, і деякі науковці відносять окремі роди до інших родин.
| Звичайне ім'я                | Біном        | Статус |
| ---------------------------- | ------------ | ------ |
| Очеретянка середземноморська | Cettia cetti | (А)    |

## Довгохвості синиці
Ряд: Горобцеподібні    Родина: Aegithalidae
Довгохвості синиці — це маленькі довгохвості птахи, які зазвичай живуть у зграях більшу частину року.
| Звичайне ім'я      | Біном               | Статус |
| ------------------ | ------------------- | ------ |
| Синиця довгохвоста | Aegithalos caudatus | (А)    |

## Вівчарикові
Ряд: Горобцеподібні    Родина: Phylloscopidae
Родина дрібних комахоїдних птахів, які поширені в основному в Євразії та поширені до Wallacea та Африки. Види різного розміру, часто із зеленим оперенням зверху та жовтим знизу або більш приглушеним із сірувато-зеленим або сірувато-коричневим кольорами.
| Звичайне ім'я           | Біном                     | Статус |
| ----------------------- | ------------------------- | ------ |
| Вівчарик жовтобровий    | Phylloscopus sibalatrix   |        |
| Вівчарик світлочеревий  | Phylloscopus bonelli      | (А)    |
| Вівчарик алтайський     | Phylloscopus humei        | (А)    |
| Вівчарик лісовий        | Phylloscopus inornatus    |        |
| Вівчарик золотомушковий | Phylloscopus proregulus   | (А)    |
| Вівчарик товстодзьобий  | Phylloscopus schwarzi     | (А)    |
| Вівчарик бурий          | Phylloscopus fuscatus     | (А)    |
| Вівчарик весняний       | Phylloscopus trochilus    |        |
| Вівчарик-ковалик        | Phylloscopus collybita    | (А)    |
| Вівчарик іберійський    | Phylloscopus ibericus     | (А)    |
| Вівчарик зелений        | Phylloscopus trochiloides | (А)    |
| Вівчарик шелюговий      | Phylloscopus borealis     | (А)    |

## Очеретянкові
Ряд: Горобцеподібні    Родина: Acrocephalidae
Представники цієї родини зазвичай невеликих розмірів. Більшість із них мають досить простий оливково-коричневий колір зверху та багато жовтого. Зазвичай вони зустрічаються у відкритих лісах, заростях очерету або у високій траві. Родина зустрічається переважно в південній і західній Євразії та околицях, але вона також поширюється далеко в Тихий океан, деякі види в Африці.
| Звичайне ім'я           | Біном                      | Статус |
| ----------------------- | -------------------------- | ------ |
| Очеретянка велика       | Acrocephalus arundinaceus  | (А)    |
| Очеретянка прудка       | Acrocephalus paludicola    | (А)    |
| Очеретянка лучна        | Acrocephalus schoenobaenus |        |
| Очеретянка індійська    | Acrocephalus agricola      | (А)    |
| Очеретянка садова       | Acrocephalus dumetorum     | (A)    |
| Очеретянка ставкова     | Acrocephalus scirpaceus    |        |
| Очеретянка чагарникова  | Acrocephalus palustris     | (А)    |
| Берестянка мала         | Iduna caligata             | (А)    |
| Берестянка багатоголоса | Hippolais polyglotta       | (А)    |
| Берестянка звичайна     | Hippolais icterina         | (А)    |

## Кобилочкові
Ряд: Горобцеподібні   Родина: Locustellidae
Locustellidae—родина дрібних комахоїдних співочих птахів, що мешкають переважно в Євразії, Африці та Австралії. Це невеликі птахи з хвостами, які зазвичай довгі та загострені, як правило, сірувато-коричневі або охристі по всьому тілу.
| Звичайне ім'я       | Біном                   | Статус |
| ------------------- | ----------------------- | ------ |
| Кобилочка плямиста  | Locustella lanceolata   | (А)    |
| Кобилочка річкова   | Locustella fluviatilis  | (А)    |
| Кобилочка солов'їна | Locustella luscinioides | (А)    |
| Кобилочка-цвіркун   | Locustella naevia       |        |

## Кропив'янкові
Ряд: Горобцеподібні   Родина: Sylviidae
Кропив'янкові — група дрібних комахоїдних горобцеподібних птахів. Більшість із них загалом невиразної зовнішності, але багато з них мають характерні пісні.
| Звичайне ім'я                 | Біном                 | Статус |
| ----------------------------- | --------------------- | ------ |
| Кропив'янка чорноголова       |                       |        |
| Кропив'янка садова            |                       |        |
| Кропив'янка рябогруда         |                       | (А)    |
| Кропив'янка прудка            | Curruca curruca       |        |
| Кропив'янка співоча           | Curruca hortensis     | (А)    |
| Кропив'янка Рюпеля            | Curruca ruppeli       | (А)    |
| Кропив'янка середземноморська | Curruca melanocephala | (А)    |
| Кропив'янка берберійська      | Curruca iberiae       | (А)    |
| Кропив'янка червоновола       | Curruca cantillans    | (А)    |
| Кропив'янка сіра              | Curruca communis      |        |
| Кропив'янка сардинська        | Curruca sarda         | (А)    |
| Кропив'янка прованська        | Curruca undata        |        |

## Золотомушкові
Ряд: Горобцеподібні   Родина: Regulidae
Золотомушкові — це невелика група дрібних птахів.
| Звичайне ім'я           | Біном               | Статус |
| ----------------------- | ------------------- | ------ |
| Золотомушка червоночуба | Regulus ignicapilla | (А)    |
| Золотомушка жовточуба   | Regulus regulus     |        |

## Воловоочкові

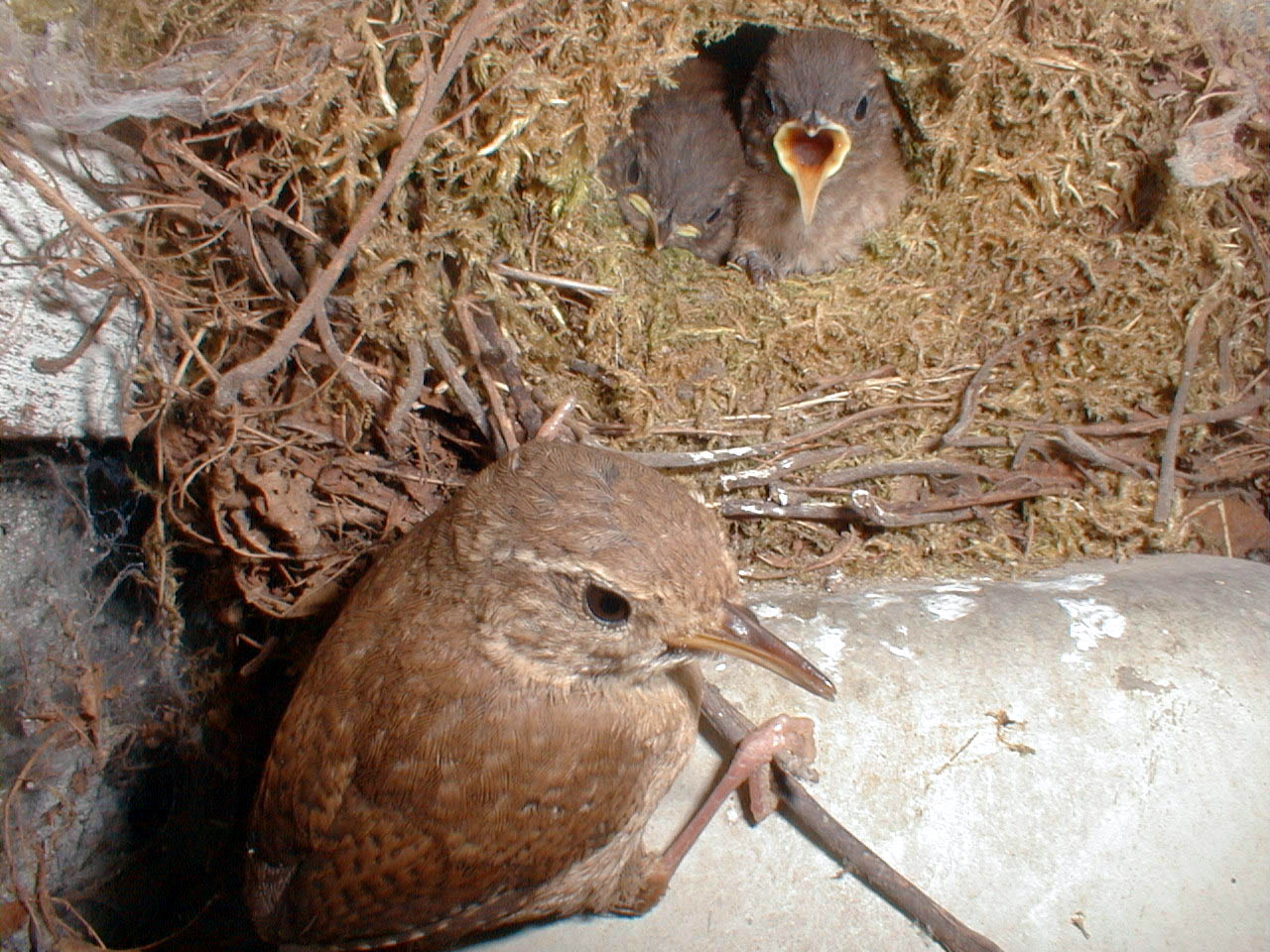
Волове очко у гнізді. Це один із найпоширеніших птахів Уельсу, який зустрічається в різноманітних середовищах існування.

Ряд: Горобцеподібні    Родина: Troglodytidae
Воловоочкові — дрібні й непомітні птахи із голосним співом. У них короткі крила і тонкі, звернені вниз дзьоби.
| Звичайне ім'я | Біном                   | Статус |
| ------------- | ----------------------- | ------ |
| Волове очко   | Troglodytes troglodytes |        |

## Повзикові
Ряд: Горобцеподібні    Родина : Повзикові (Sittidae)
Повзики — невеликі лісові птахи з незвичайною здатністю злазити з дерев головою вниз.
| Звичайне ім'я | Біном          | Статус |
| ------------- | -------------- | ------ |
| Повзик        | Sitta europaea |        |

## Підкоришникові

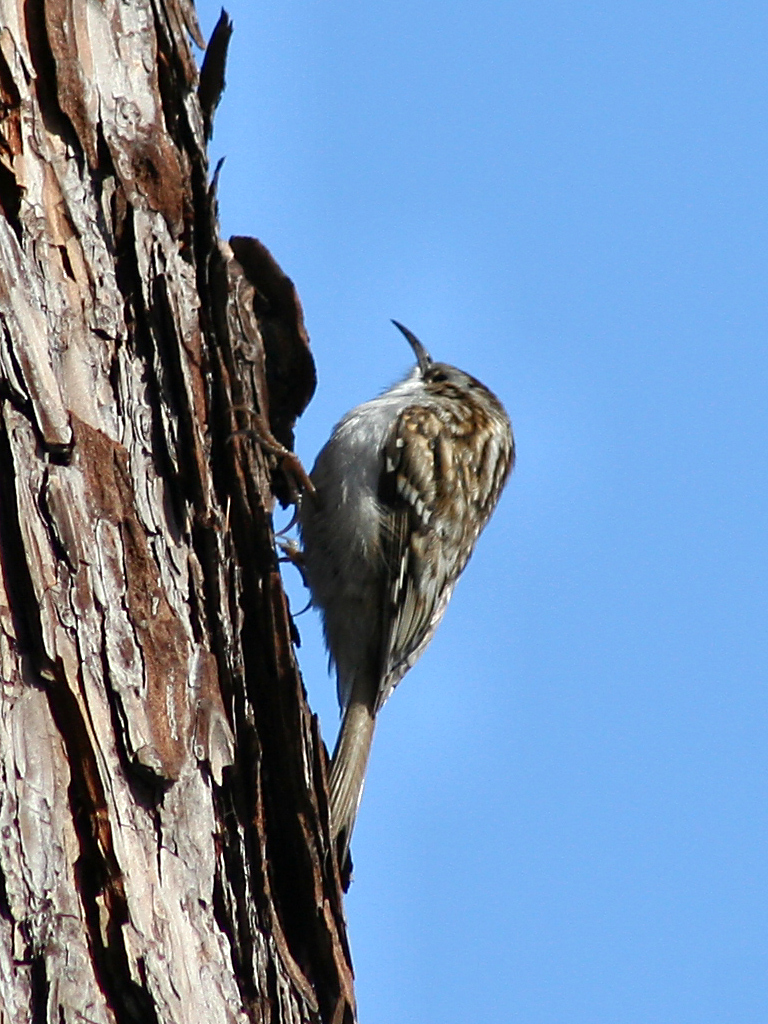
Підкоришник, звичайний, але невловимий птах лісів

Ряд: Горобцеподібні   Родина: Certhiidae
Підкоришникові — дрібні лісові птахи, коричневі зверху та білі знизу. У них тонкі, загострені, загнуті донизу дзьоби, які вони використовують для вилучення комах з кори дерев.
| Звичайне ім'я         | Біном              | Статус |
| --------------------- | ------------------ | ------ |
| Підкоришник звичайний | Certhia familiaris |        |

## Пересмішникові
Ряд: Горобцеподібні    Родина: Пересмішникові (Mimidae)
Пересмішники та молотарі горобцеподібні птахи середнього розміру з довгими хвостами. Деякі з них відрізняються своєю здатністю імітувати звуки, наприклад спів інших птахів.
| Звичайне ім'я     | Біном                  | Статус |
| ----------------- | ---------------------- | ------ |
| Пересмішник сірий | Dumetella carolinensis |        |

## Шпакові
Ряд: Горобцеподібні    Родина: Sturnidae
Шпаки — горобцеподібні птахи малого та середнього розміру з міцними ногами. Їх політ сильний і прямий.
| Звичайне ім'я  | Біном | Статус |
| -------------- | ----- | ------ |
| Шпак рожевий   |       | (А)    |
| Шпак звичайний |       |        |

## Дроздові

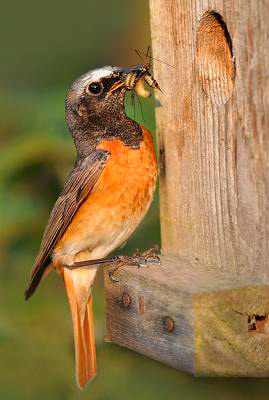
Горихвостка звичайна, звичайний птах влітку у високогірних лісах і чагарниках

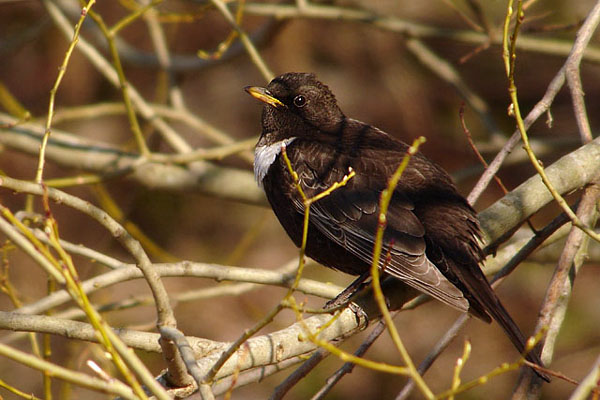
Дрізд гірський, рідко розмножується в скелястих гірських районах

Ряд: Горобцеподібні    Родина: Turdidae
Дроздові — невеликі та середні за розміром комахоїдні або іноді всеїдні птахи, які часто харчуються на землі.
| Звичайне ім'я               | Біном              | Статус |
| --------------------------- | ------------------ | ------ |
| Дрізд-короткодзьоб Свенсона | Catharus ustulatus | (А)    |
| [[Дрізд-короткодзьоб малий] | Catharus minimus   | (А)    |
| Дрізд співочий              | Turdus philomelos  |        |
| Дрізд-омелюх                | Turdus viscivorus  | (А)    |
| Дрізд білобровий            | Turdus iliacus     |        |
| Дрізд чорний                | Turdus merula      |        |
| Дрізд вузькобровий          | Turdus obscurus    | (А)    |
| Чикотень                    | Turdus pilaris     |        |
| Дрізд гірський              | Turdus torquatus   |        |
| Дрізд чорноволий            | Turdus atrogularis |        |
| Дрізд рудоволий             | Turdus ruficollis  | (A)    |
| Дрізд темний                | Turdus eunomus     | (А)    |
| Дрізд-омелюх                | Turdus viscivorus  | (А)    |

## Мухоловкові

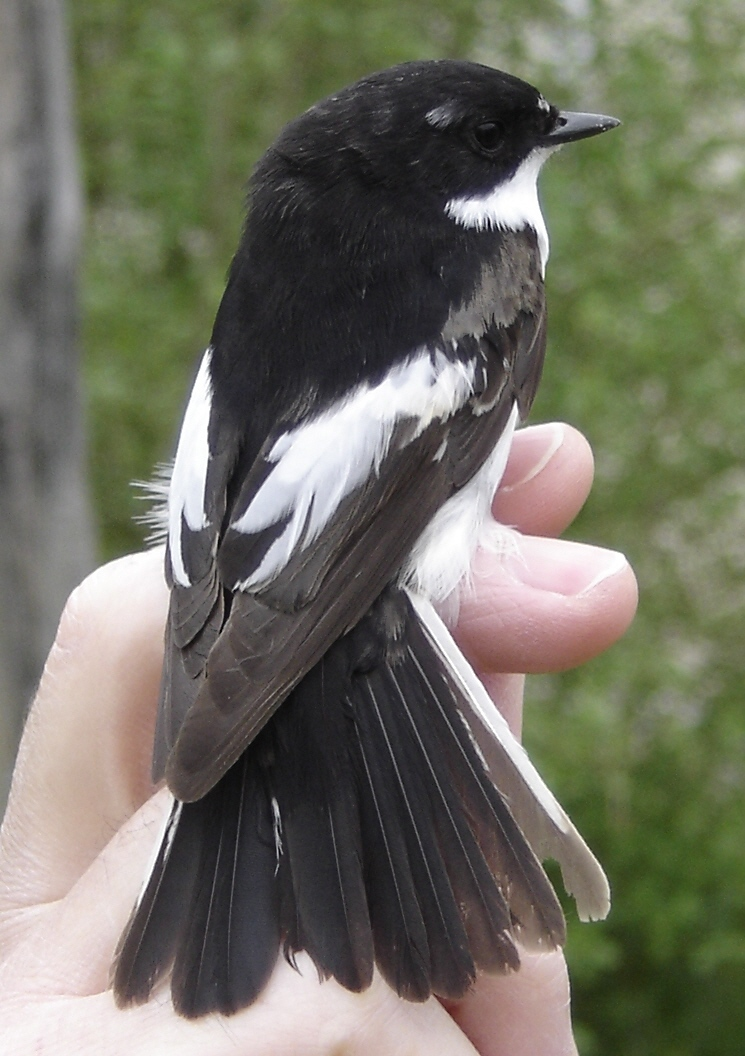
Мухоловка строката, характерний птах дубових лісів

Ряд: Горобцеподібні    Родина: Мухоловкові
Мухоловки — невеликі птахи, які злітають із присади, щоб ловити комах у повітрі.
| Common name           | Binomial                | Status |
| --------------------- | ----------------------- | ------ |
| Мухоловка сіра        | Muscicapa striata       |        |
| Вільшанка             | Erithacus rubecula      |        |
| Синьошийка            | Luscinia svecica        | (A)    |
| Соловейко східний     | Luscinia luscinia       | (A)    |
| Соловейко західний    | Luscinia megarhynchos   | (A)    |
| Соловейко білогорлий  | Irania gutturalis       | (A)    |
| Синьохвіст тайговий   | Tarsiger cyanurus       | (A)    |
| Мухоловка мала        | Ficedula parva          | (A)    |
| Мухоловка строката    | Ficedula hypoleuca      |        |
| Мухоловка білошия     | Ficedula albicollis     | (A)    |
| Горихвістка чорна     | Phoenicurus ochruros    |        |
| Горихвістка звичайна  | Phoenicurus phoenicurus |        |
| Горихвістка алжирська | Phoenicurus moussieri   | (A)    |
| Скеляр строкатий      | Monticola saxatilis     | (A)    |
| Скеляр синій          | Monticola solitarius    | (A)    |
| Трав'янка лучна       | Saxicola rubetra        |        |
| Трав'янка європейська | Saxicola torquata       |        |
| Кам'янка звичайна     | Oenanthe oenanthe       |        |
| Кам'янка попеляста    | Oenanthe isabellina     | (A)    |
| Кам'янка пустельна    | Oenanthe deserti        | (A)    |
| Кам'янка іспанська    | Oenanthe hispanica      | (A)    |
| Кам'янка лиса         | Oenanthe pleschanka     | (A)    |

## Пронуркові
Ряд: Горобцеподібні    Родина: Пронуркові (Cinclidae)
Пронуркові  — це група птахів, які мешкають в Америці, Європі та Азії.
| Звичайне ім'я      | Біном           | Статус |
| ------------------ | --------------- | ------ |
| Пронурок біловолий | Cinclus cinclus |        |

## Горобцеві

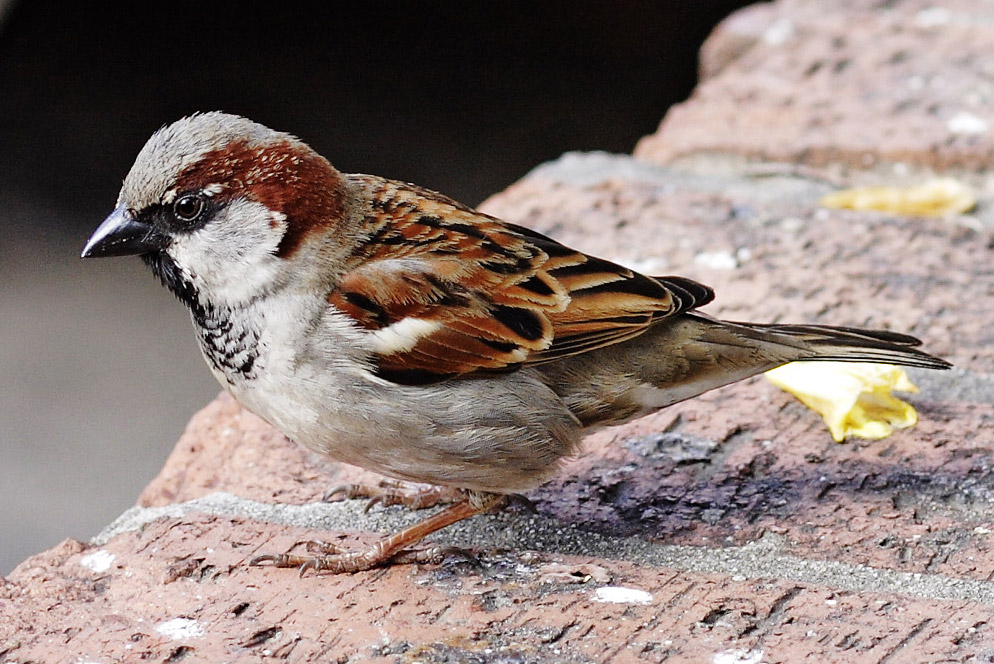
Хатній горобець, тісно пов'язаний з людським житлом

Ряд: Горобцеподібні    Родина: Горобцеві (Passeridae)
Горобці, як правило, маленькі, пухкі, коричневі або сіруваті птахи з короткими потужними дзьобами. Вони їдять насіння, а також споживають дрібних комах.
| Звичайне ім'я        | Біном                 | Статус |
| -------------------- | --------------------- | ------ |
| Горобець польовий    | Passer montanus       |        |
| Горобець чорногрудий | Passer hispaniolensis | (А)    |
| Горобець хатній      | Passer domesticus     |        |

## Тинівкові
Ряд: Горобцеподібні    Родина: Тинівкові (Prunellidae)
Невелика родина сірих, непомітних, комахоїдних птахів з тоненьким загостреними дзьобами.
| Звичайне ім'я      | Біном              | Статус |
| ------------------ | ------------------ | ------ |
| Тинівка альпійська | Prunella collaris  | (А)    |
| Тинівка лісова     | Prunella modularis |        |

## Плискові

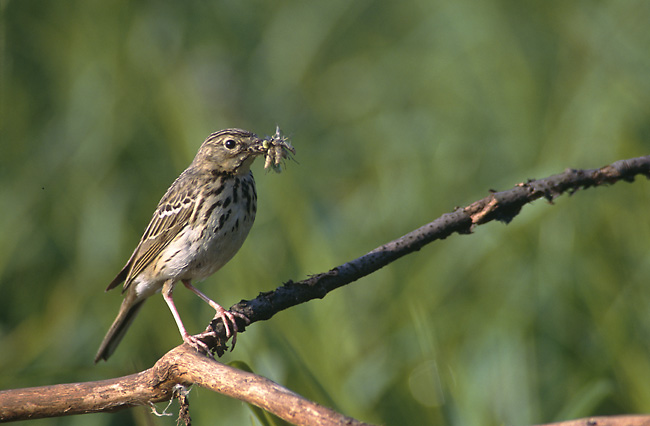
Щеврик лісовий, широко поширений влітку по країні.

Ряд: Горобцеподібні   Родина: Плискові (Motacillidae)
Плискові — родина невеликих горобцеподібних птахів із довгими хвостами. Це стрункі комахоїдні тварини, що живуть на землі.
| Звичайне ім'я         | Біном                    | Статус |
| --------------------- | ------------------------ | ------ |
| Плиска жовта          | Motacilla flava          | (А)    |
| Плиска аляскинська    | Motacilla tschutschensis | (А)    |
| Плиска жовтоголова    | Motacilla citreola       | (А)    |
| Плиска гірська        | Motacilla cinerea        |        |
| Плиска біла           | Motacilla alba           |        |
| Щеврик азійський      | Anthus richardi          |        |
| Щеврик забайкальський | Anthus godlewskii        | (A)    |
| Щеврик польовий       | Anthus campestris        | (А)    |
| Щеврик лучний         | Anthus pratensis         |        |
| Щеврик лісовий        | Anthus trivialis         |        |
| Щеврик оливковий      | Anthus hodgsoni          | (А)    |
| Щеврик сибірський     | Anthus gustavi           | (А)    |
| Щеврик червоногрудий  | Anthus cervinus          | (А)    |
| Щеврик американський  | Anthus rubescens         | (А)    |
| Щеврик гірський       | Anthus spinoletta        |        |
| Щеврик острівний      | Anthus petrosus          |        |

## В'юркові
Ряд: Горобцеподібні    Родина: В'юркові (Fringillidae)

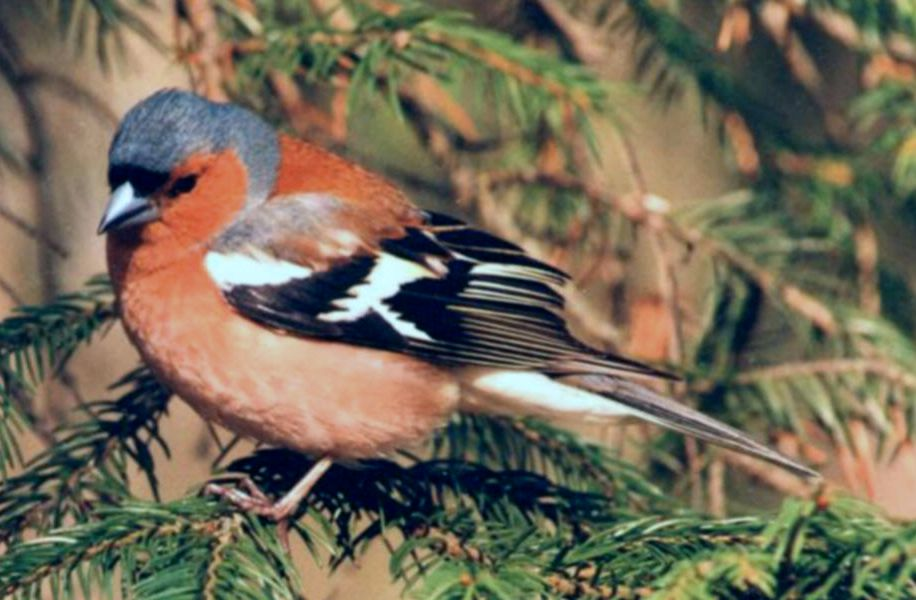
Зяблик, один із найпоширеніших і найпоширеніших видів в Уельсі

Горобцеподібні птахи, що живляться насінням, від малих до помірно великих розмірів і мають міцний дзьоб, а у деяких видів дуже великий.
| Звичайне ім'я        | Біном                         | Статус |
| -------------------- | ----------------------------- | ------ |
| Зяблик звичайний     | Fringilla coelebs             |        |
| В'юрок               | Fringilla montifringilla      |        |
| Костогриз звичайний  | Coccothraustes coccothraustes |        |
| Снігур звичайний     | Pyrrhula pyrrhula             |        |
| Чечевиця євразійська | Carpodacus erythrinus         | (А)    |
| Зеленяк звичайний    | Chloris chloris               |        |
| Чечітка гірська      | Linaria flavirostris          |        |
| Коноплянка           | Acanthis cannabina            |        |
| Чечітка звичайна     | Acanthis flammea              | (А)    |
| Чечітка мала         | Acanthis cabaret              |        |
| Чечітка біла         | Acanthis hornemanni           | (А)    |
| Шишкар ялиновий      | Loxia curvirostra             |        |
| Шишкар білокрилий    | Loxia leucoptera              | (А)    |
| Щиглик звичайний     | Carduelis carduelis           |        |
| Щедрик європейський  | Serinus serinus               | (А)    |
| Чиж                  | Spinus spinus                 |        |

## Подорожникові
Ряд: Горобцеподібні    Родина: Подорожникові (Calcariidae)
Подорожникові  — це родина птахів, які зустрічаються на відкритих трав'янистих ділянках.
| Звичайне ім'я           | Біном                 | Статус |
| ----------------------- | --------------------- | ------ |
| Подорожник лапландський | Calcarius lapponicus  |        |
| Пуночка                 | Plectrophenax nivalis |        |

## Вівсянкові

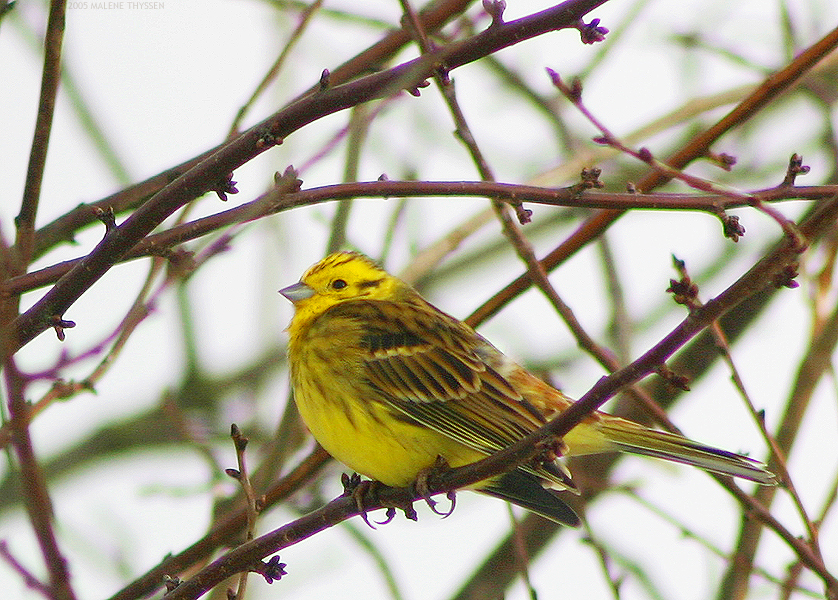
Вівсянка звичайна, вид, який скорочує чисельність, але все ще найпоширеніша вівсянка в Уельсі

Ряд: Горобцеподібні   Родина: Вівсянкові (Emberizidae)
Вівсянкові — це велика родина горобцеподібних птахів, що харчуються насінням, закд'яки дзьобом особливої форми.
| Звичайне ім'я        | Біном                  | Статус |
| -------------------- | ---------------------- | ------ |
| Просянка             | Емберіза каландра      | (А)    |
| Вівсянка звичайна    | Emberiza citrinella    |        |
| Вівсянка білоголова  | Emberiza leucocephalos | (А)    |
| Вівсянка гірська     | Emberiza cia           | (А)    |
| Вівсянка садова      | Emberiza hortulana     | (А)    |
| Вівсянка сивоголова  | Emberiza caesia        | (А)    |
| Вівсянка городня     | Emberiza cirlus        | (А)    |
| Вівсянка-крихітка    | Emberiza pusilla       | (А)    |
| Вівсянка-ремез       | Emberiza сільська      | (А)    |
| Вівсянка лучна       | Emberiza aureola       | (А)    |
| Вівсянка чорноголова | Emberiza melanocephala | (А)    |
| Вівсянка очеретяна   | Emberiza schoeniclus   |        |

## Горобці Нового Світу
Ряд: Горобцеподібні    Родина: Passerellidae
До 2017 року ці види вважалися частиною родини Emberizidae. Більшість видів відомі як горобці, але ці птахи не є тісно пов'язаними з горобцями Старого Світу, які належать до родини Passeridae.
| Звичайне ім'я     | Біном                  | Статус |
| ----------------- | ---------------------- | ------ |
| Юнко сірий        | Junco hyemalis         | (А)    |
| Бруант білогорлий | Zonotrichia albicollis | (А)    |
| Пасовка співоча   | Мелоспіза мелодія      | (А)    |

## Трупіалові
Ряд: Горобцеподібні    Anthus: Трупіалові (Icteridae)
Група невеликих птахів, часто різнокольорових горобцеподібних птахів, поширених лише в Новому Світі. Більшість деревних і комахоїдних.
| Звичайне ім'я         | Біном                 | Статус |
| --------------------- | --------------------- | ------ |
| Гоглу                 | Dolichonyx oryzivorus | (А)    |
| Трупіал балтиморський | Icterus galbula       | (А)    |
| Вашер буроголовий     | Molothrus ater        | (А)    |

## Очеретянки Нового Світу
Ряд: Горобцеподібні    Родина: Panuridae

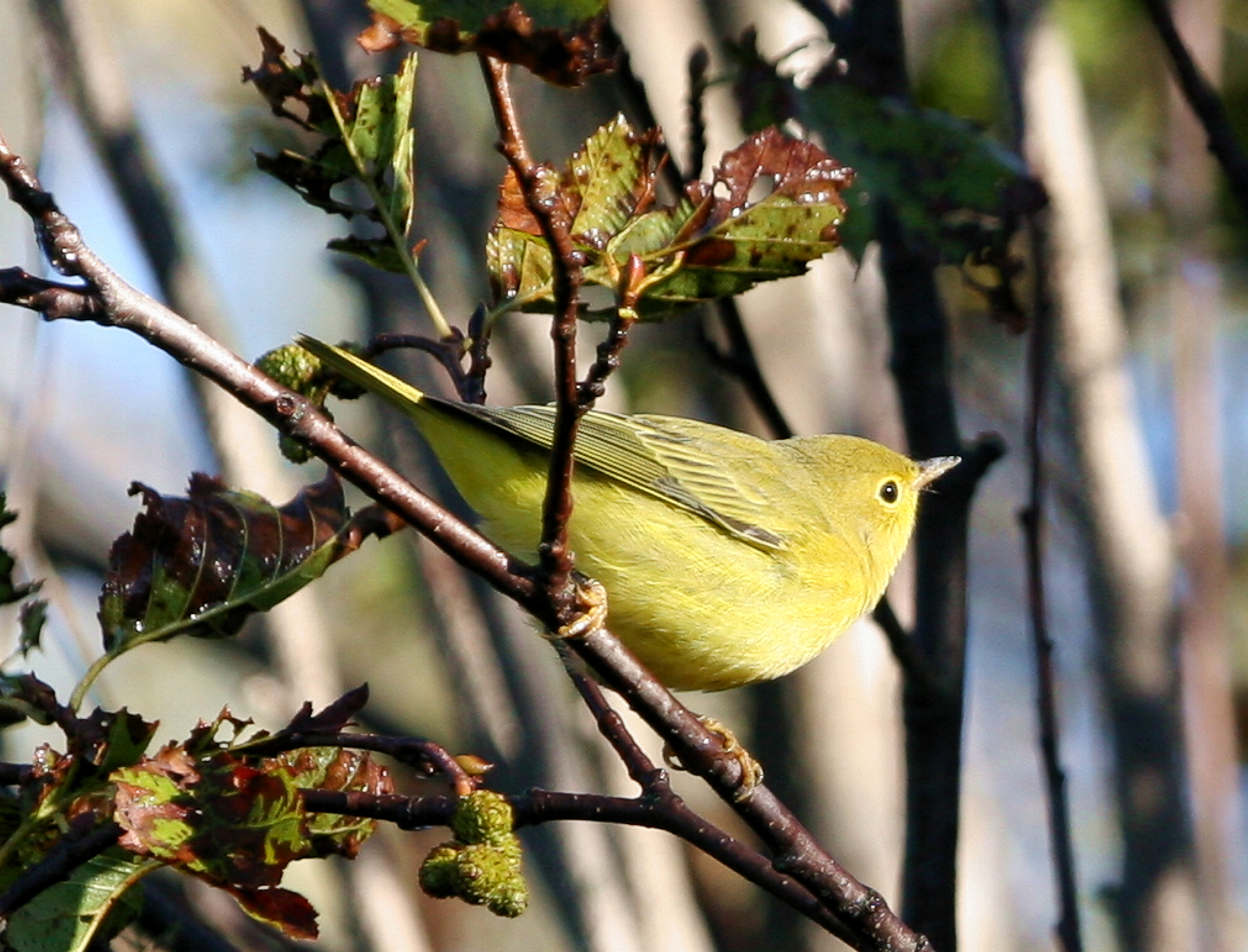
Пісняр-лісовик золотистий на острові Бардсі в 1964 році була першою зустріччю цього північноамериканського виду.

Група невеликих птахів, часто різнокольорових горобцеподібних птахів, поширених лише в Новому Світі. Більшість деревних і комахоїдних.
| Звичайне ім'я             | Біном                 | Статус |
| ------------------------- | --------------------- | ------ |
| Пісняр строкатий          | Mniotilta varia       | (А)    |
| Жовтогорлик північний     | Geothlypas trichas    | (А)    |
| Пісняр-лісовик рудоволий  | Setophaga fusca       | (А)    |
| Пісняр-лісовик золотистий | Setophaga petechia    | (А)    |
| Пісняр-лісовик білощокий  | Сетофага смугаста     | (А)    |
| Пісняр-лісовик жовтогузий | Сетофага вінцеподібна | (А)    |

## Кардиналові
Ряд: Горобцеподібні    Родина: Кардиналові (Cardinalidae)
Кардинали — це родина міцних птахів, що живляться насінням, закд'яки сильним дзьобом. Зазвичай вони асоціюються з відкритими лісами. Статі зазвичай мають чітке оперення.
| Звичайне ім'я                  | Біном                   | Статус |
| ------------------------------ | ----------------------- | ------ |
| Піранга пломениста             |                         | (А)    |
| Кардинал-довбоніс червоноволий | Pheucticus ludovicianus | (А)    |
| Скригнатка індигова            |                         | (А)    |

## Виноски
1. 1 2  Pugh (2005)
2. 1 2 3 4  O'Shea (2000)
3. ↑  Tipling (1996)
4. ↑  British Ornithologist's Union (2008)
5. ↑  Dudley et al. (2006)
6. ↑  O'Shea (2000)
7. ↑  Lovegrove et al. (1994), p63
8. ↑  Lovegrove et al. (1994), p75
9. ↑  Lovegrove et al. (1994), p85
10. ↑  Green (2002), p86
11. ↑  Many or all records of Egyptian goose and ring-necked parakeet may refer to escapes from captivity rather than feral wanderers from England (Prater & Thorpe 2006).
12. ↑  Rogers & the BBRC (2004)
13. ↑  First recorded November 2005 (WRP 2006)
14. ↑  Green (2002), p172
15. ↑  Lovegrove et al. (1994), p38
16. 1 2 3  Lovegrove et al. (1994)
17. ↑  Green (2002), p119
18. ↑  Lovegrove et al. (1994), p160
19. ↑  O'Shea (2000), p89
20. ↑  Lovegrove et al. (1994), p190
21. ↑  Green (2002), p164
22. ↑  Green (2002), p171
23. ↑  Lovegrove et al. (1994), p44
24. ↑  Green (2002), p61
25. ↑  Evans (2003)
26. 1 2  First recorded October 2005 (WRP 2006)
27. ↑  Lovegrove et al. (1994), p119-121
28. ↑  O'Shea (2000), p129
29. ↑  Lovegrove et al. (1994), p236
30. ↑  Green (2002), p181
31. ↑  Lovegrove et al. (1994), p128
32. ↑  Green (2002), p226
33. ↑  Lovegrove et al. (1994), p307
34. ↑  Green (2002), p185
35. ↑  Gill, F. and D. Donsker (Eds). 2019. IOC World Bird List (v 9.2). doi:10.14344/IOC.ML.9.2. http://www.worldbirdnames.org/ retrieved 22 June 2019.
36. ↑  First recorded October 2006 (WRP 2007)
37. ↑  Lovegrove et al. (1994), p259
38. ↑  Lovegrove et al. (1994), p310
39. ↑  Lovegrove et al. (1994), p265
40. ↑  Lovegrove et al. (1994), p272
41. ↑  First recorded December 2005 (WRP 2006)
42. ↑  Lovegrove et al. (1994), p299
43. ↑  Lovegrove et al. (1994), p326
44. ↑  Lovegrove et al. (1994), p249
45. ↑  Green (2002), p240
46. ↑  Snow & Perrins (1998), p1618